# オムネオ
オムネオ（Omneo）は、鉄道車両メーカーのボンバルディア・トランスポーテーションおよび同社を吸収したアルストムによって展開が行われている鉄道車両ブランド。フランス各地の鉄道路線へ向けて導入が実施されている連節式2階建て電車で、導入事業者の1つであるフランス国鉄（SNCF）からはプロジェクト名にちなんだ「レギオ2N（Regio 2N）」という名称で呼ばれている。

## 概要
2010年、フランス国鉄はフランスの各地域圏の委託を受けて2008年に実施した各地域向けの2階建て列車の入札結果を発表し、ボンバルディア・トランスポーテーションが最大860編成分の発注を獲得した。これは各地域圏で使用されていた電車や客車の置き換えや輸送力の向上を目的としたもので、この契約に向けて同社が開発を進めていた2階建て電車ブランドが「オムネオ」である。
一度に多数の乗客を輸送する事が出来る反面、車内間の移動や居住性、バリアフリーに難がある2階建て列車の課題を解決するため、「オムネオ」は連節構造を採用し、1階建て車体と2階建て車体が交互に配置されている。そのうち両開き式の乗降扉は1階建て車体と、運転席が備わっている2階建て車体にのみ設置される。乗降扉の床上高さは600 mmで、低床式プラットホームに対応している。また、車内は車幅を2.99 - 3.00 mと広げる事で、着席定員数の増加や座席幅の拡大による居住性の向上、立席定員の確保と言った要素の並立が図られている。冷暖房双方に対応した空調装置（HVAC）が完備されている車内の基本的な座席配置（クロスシート）は、長距離向けの2 + 2人掛けと通勤・近郊向けの2 + 3人（3人 + 2人）掛けから選択可能である。また、1階建て車体は車椅子用スペースやバリアフリー対応トイレといったバリアフリーに対応した設備が備わっている。これらの車両の車体は設計にモジュール構造を使っている他、軽量素材の採用により従来の2階建て列車と比べてエネルギー消費量の削減を図っている。

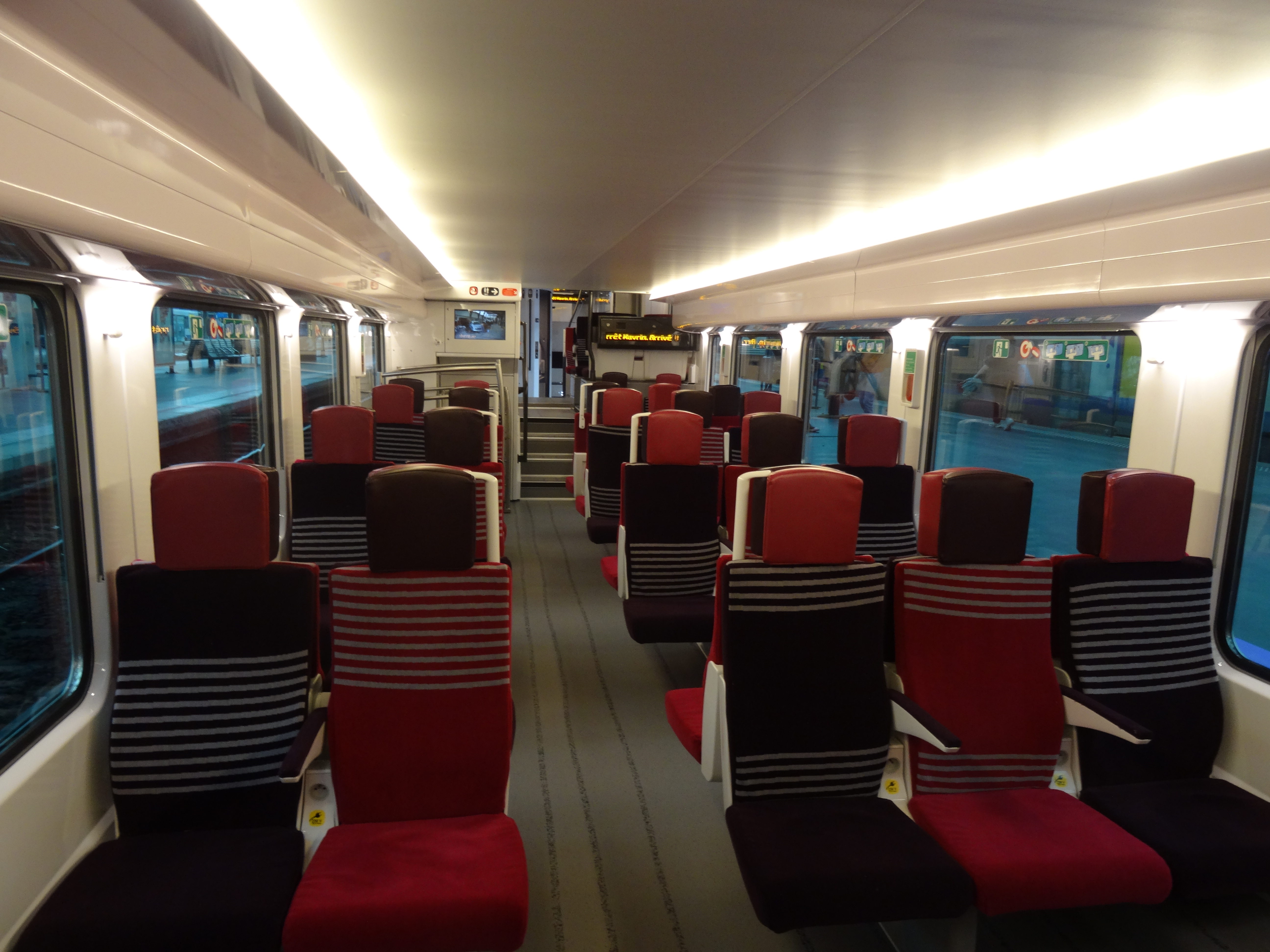
車内（1階部分、2 + 3人掛け）
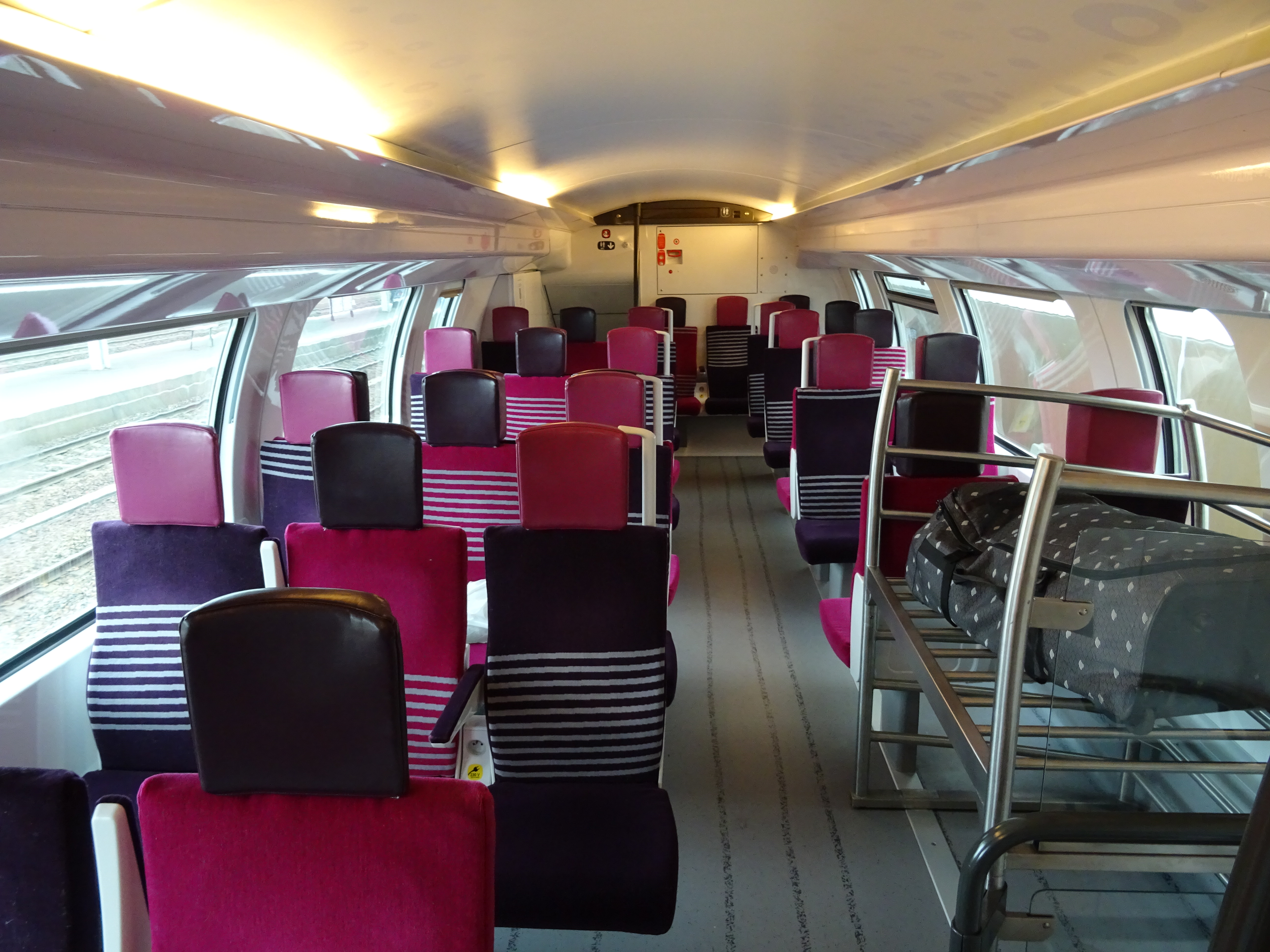
車内（2階部分、3 + 2人掛け）
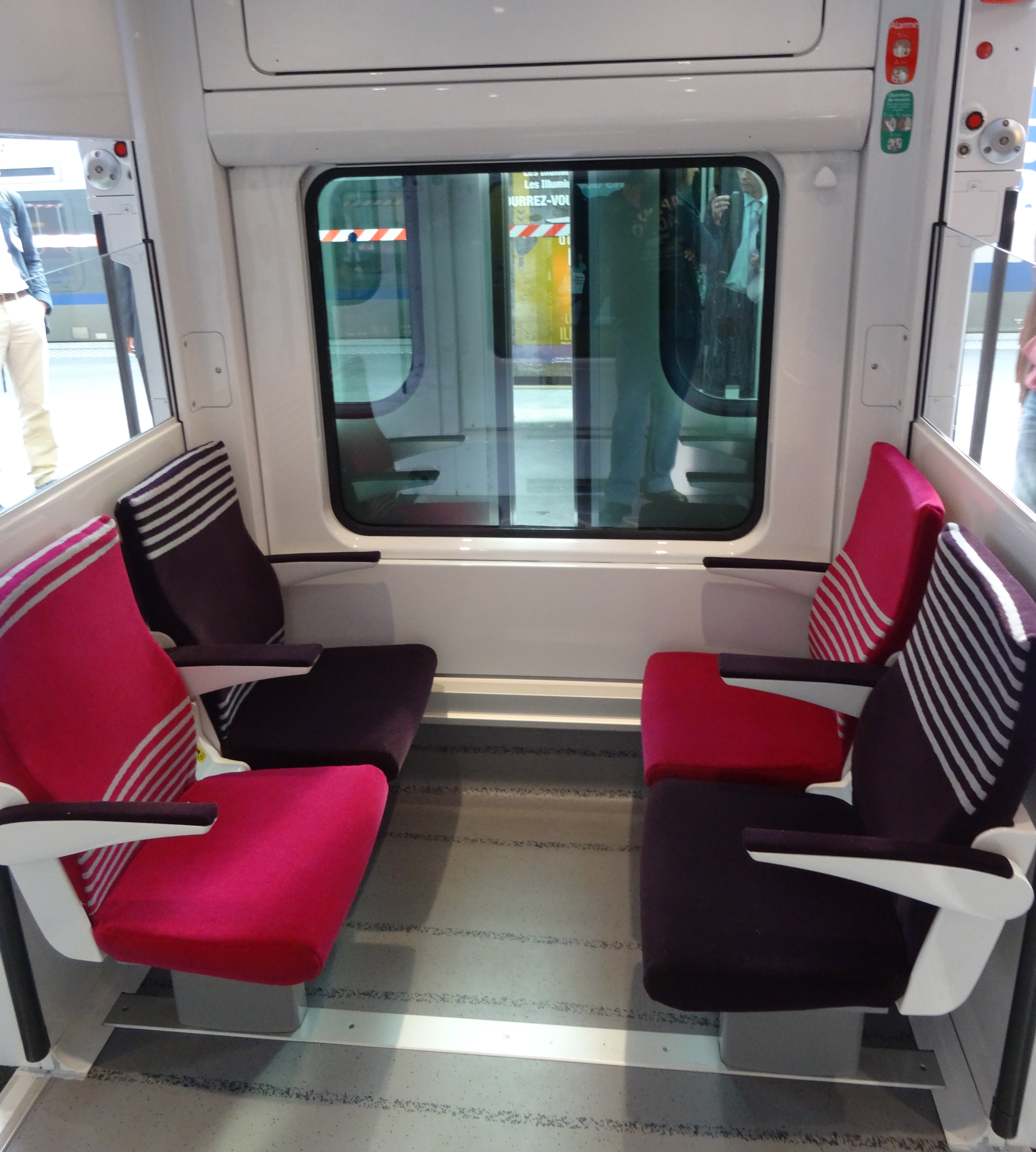
向かい合わせの座席も存在する
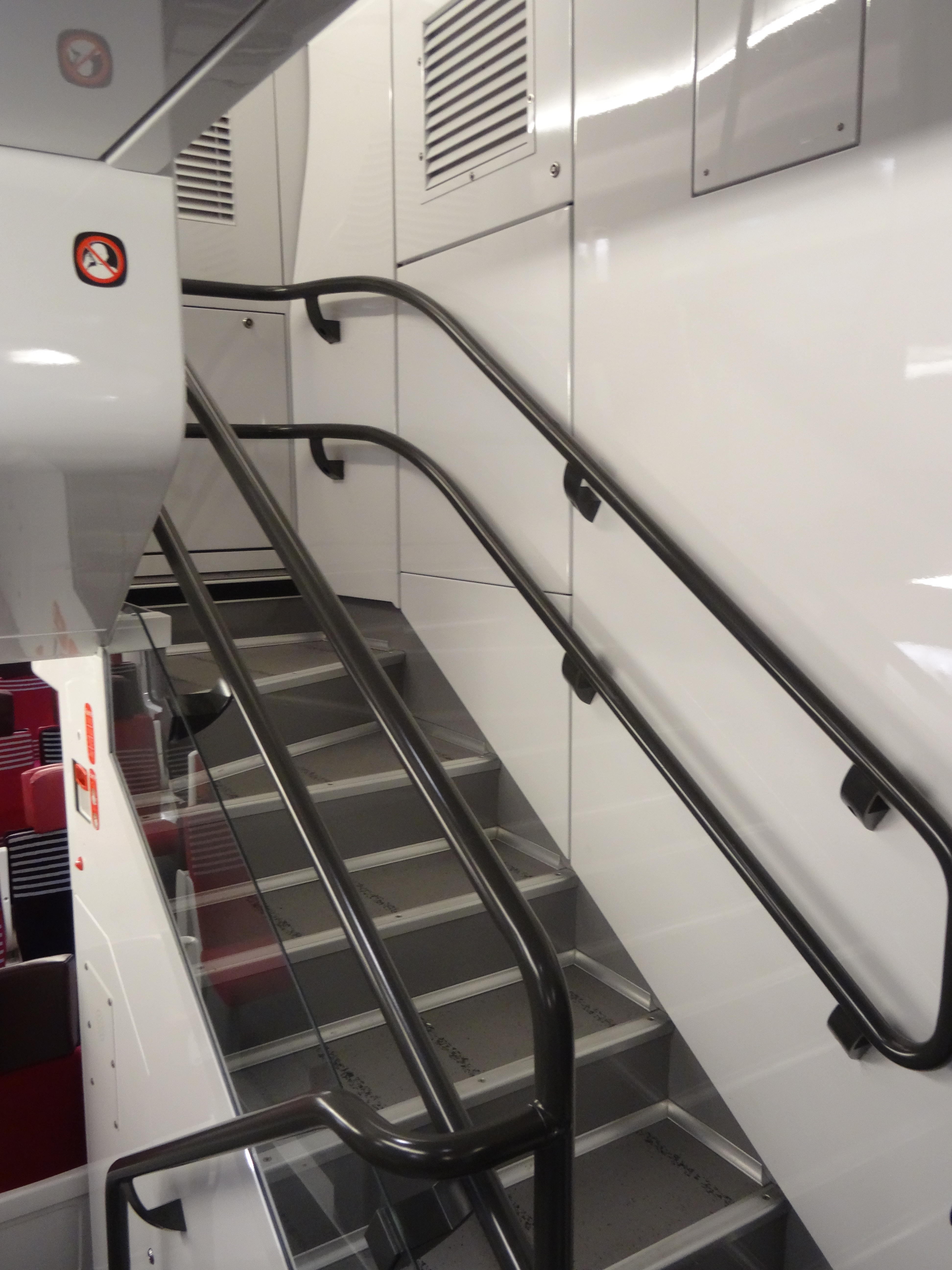
階段
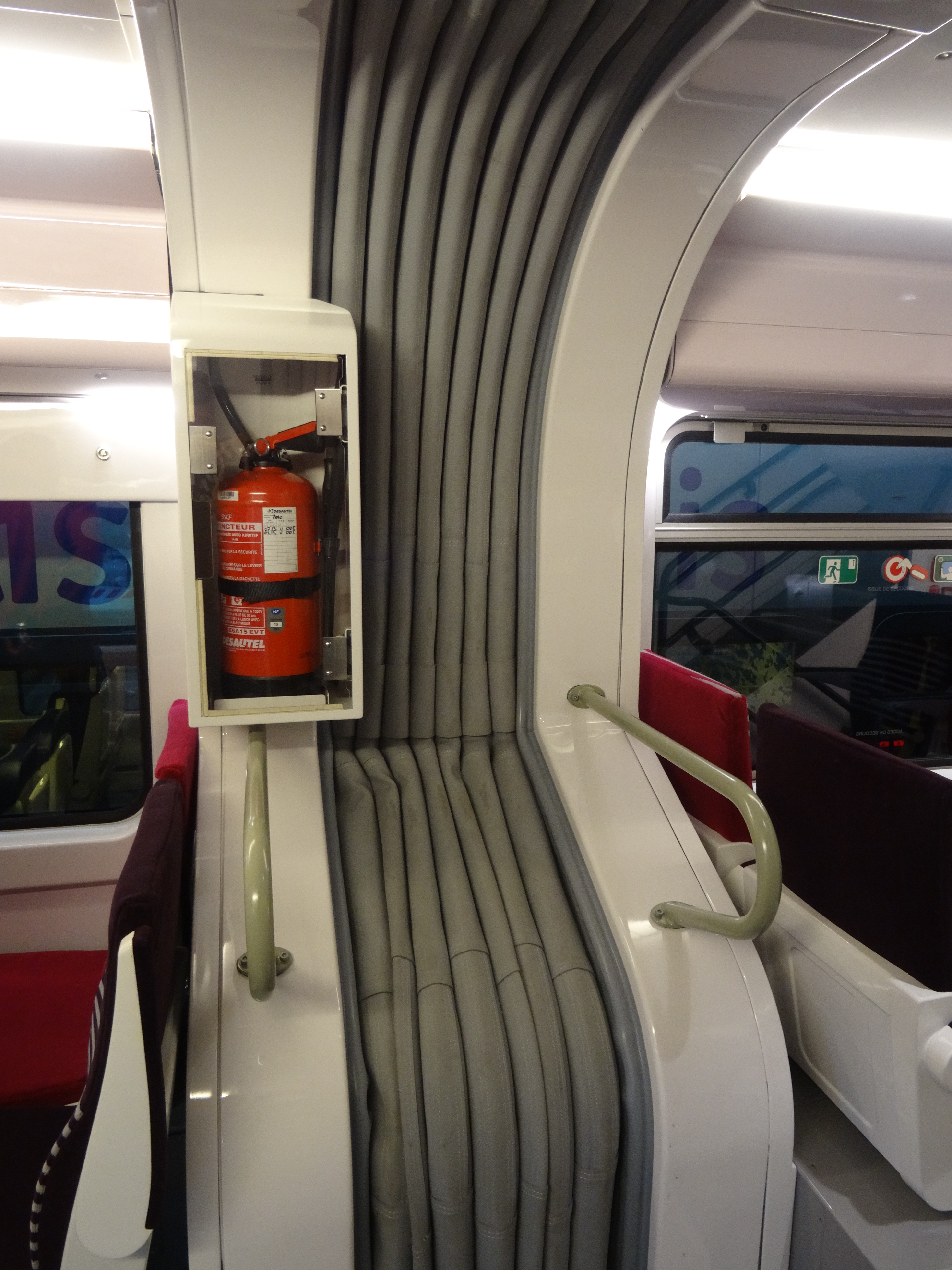
貫通幌
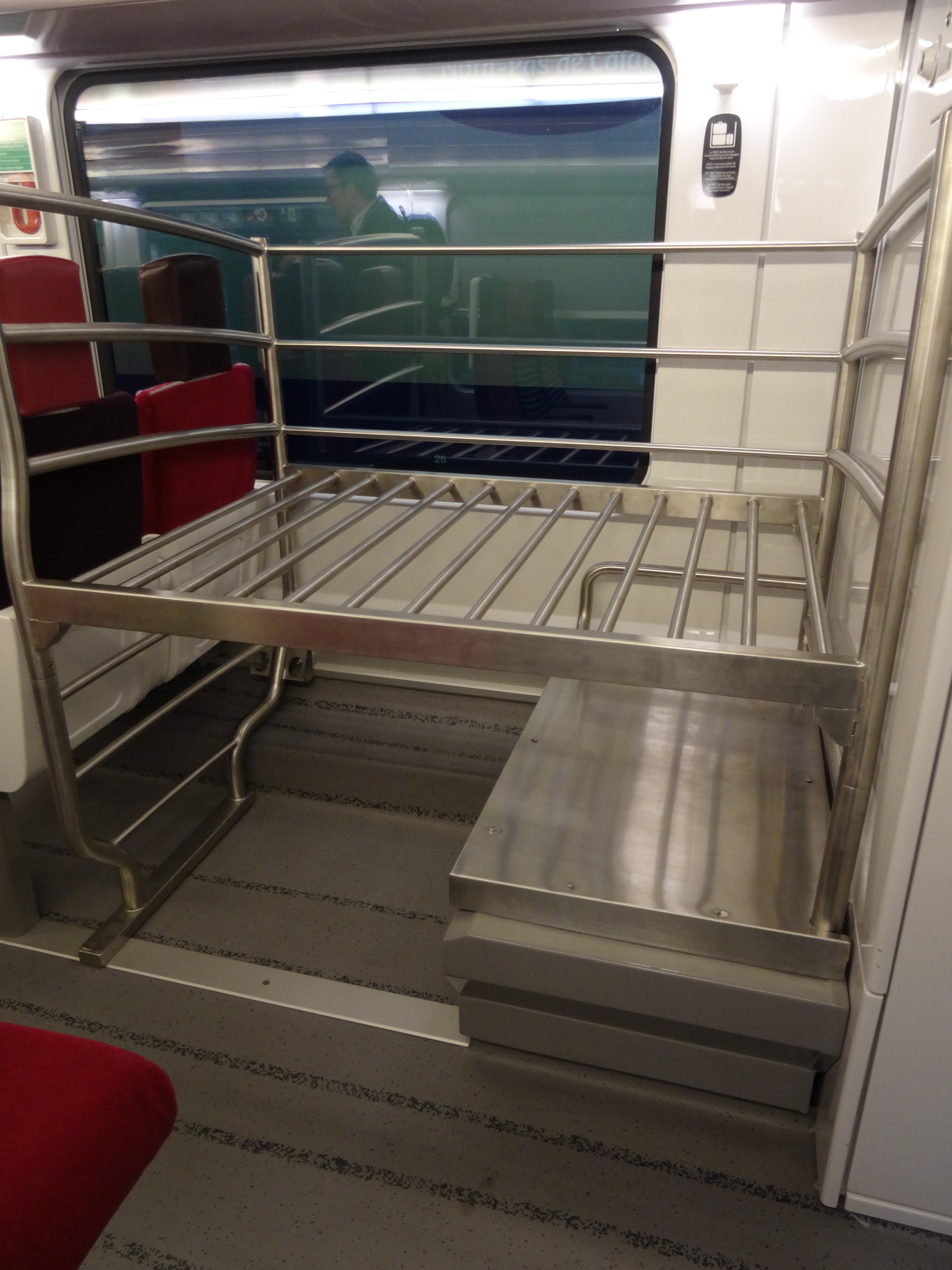
荷物棚
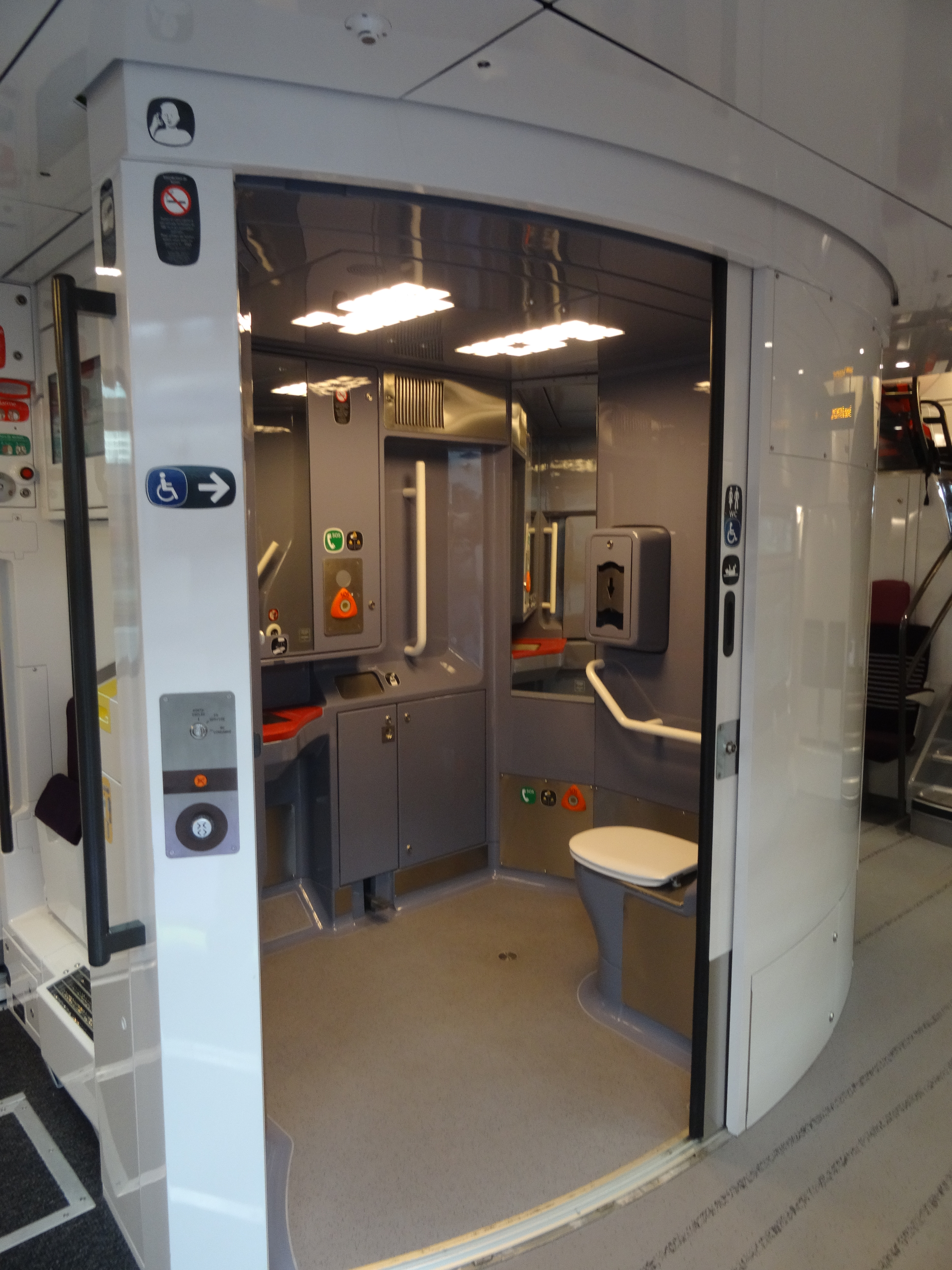
バリアフリー対応トイレ

各編成を構成する車体は以下の通り。
- 1階建て先頭車体 - 全長14,300 mm、運転台付き。側面には乗降扉が1箇所設置。
- 2階建て先頭車体 - 全長19,215 mm、運転台付き。運転台側に乗降扉が1箇所設置。
- 1階建て中間車体 - 全長10,020 mm。側面に乗降扉が2箇所設置。
- 2階建て中間車体 - 全長は13,695 mmと15,445 mmから選択可能。乗降扉は存在しない。

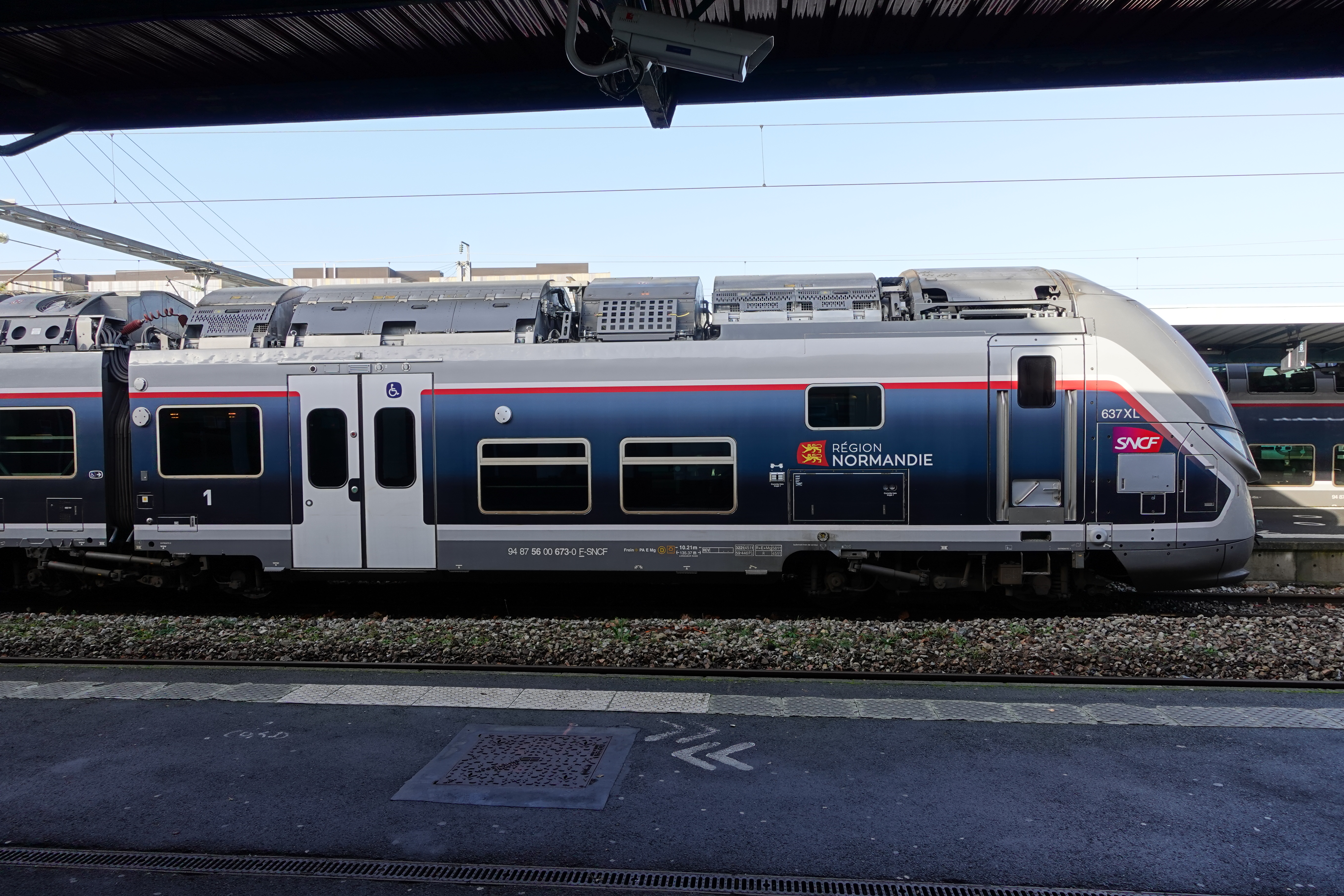
1階建て先頭車体（Z56600形）
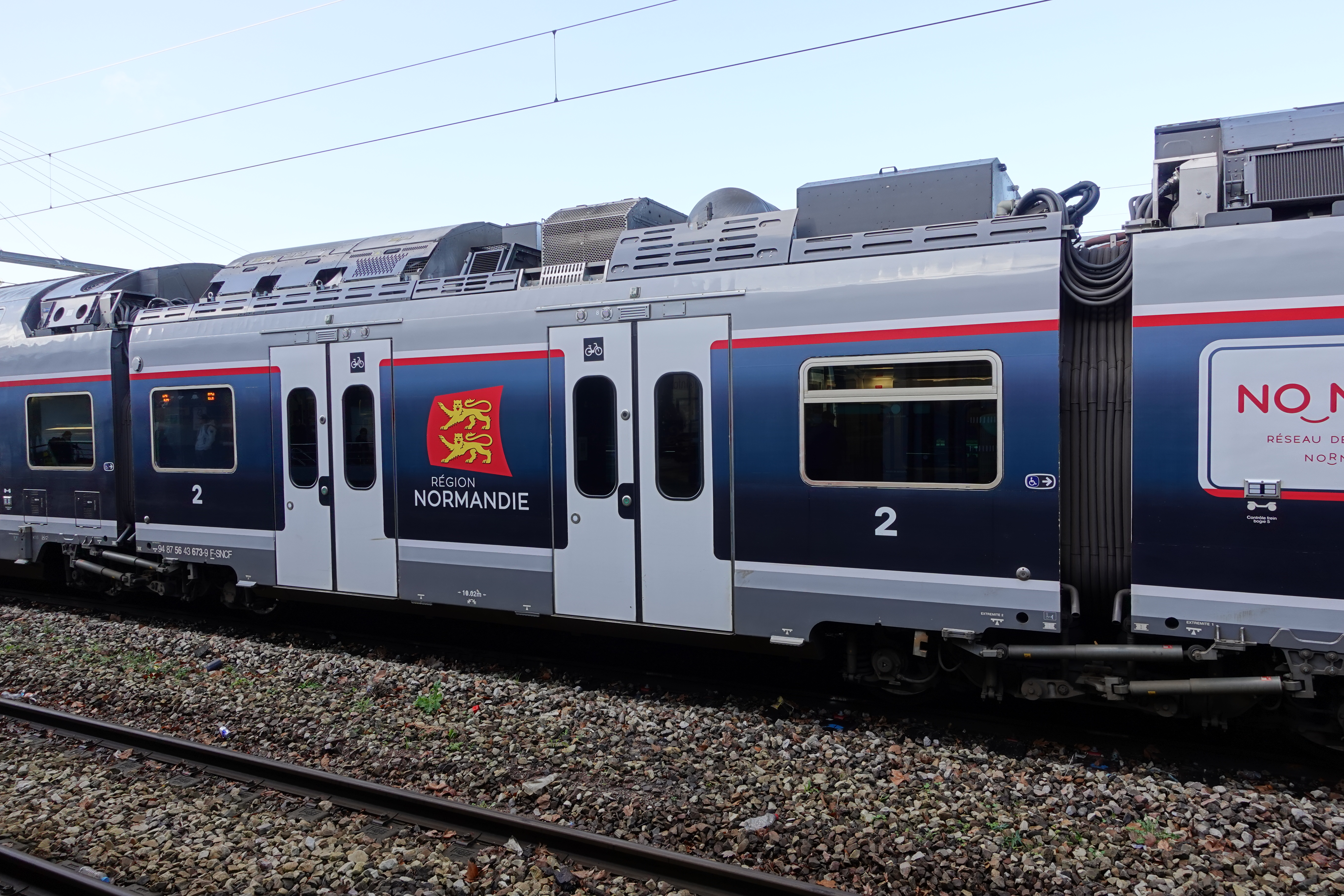
1階建て中間車体（Z56600形）
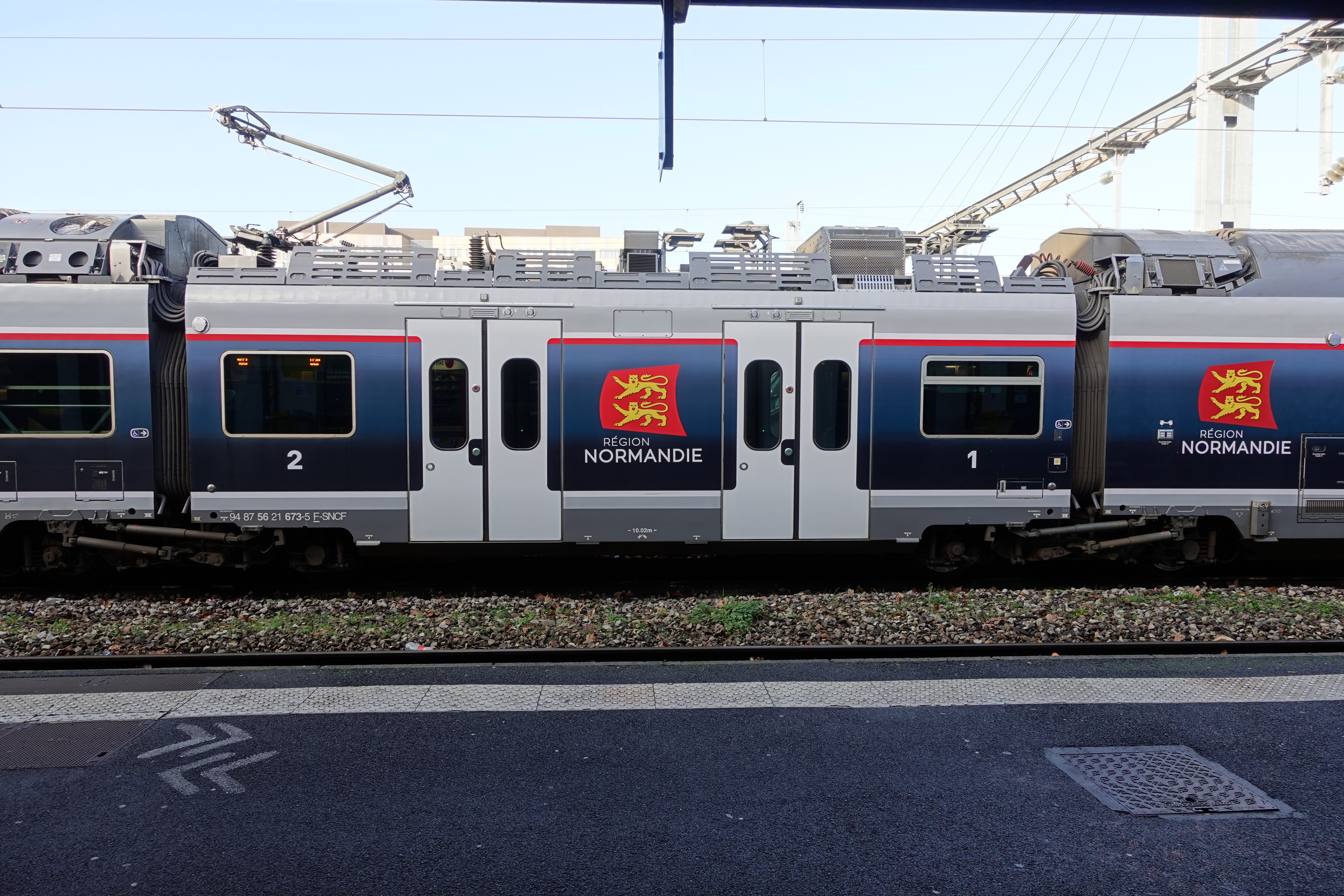
1階建て中間車体（パンタグラフ搭載）（Z56600形）
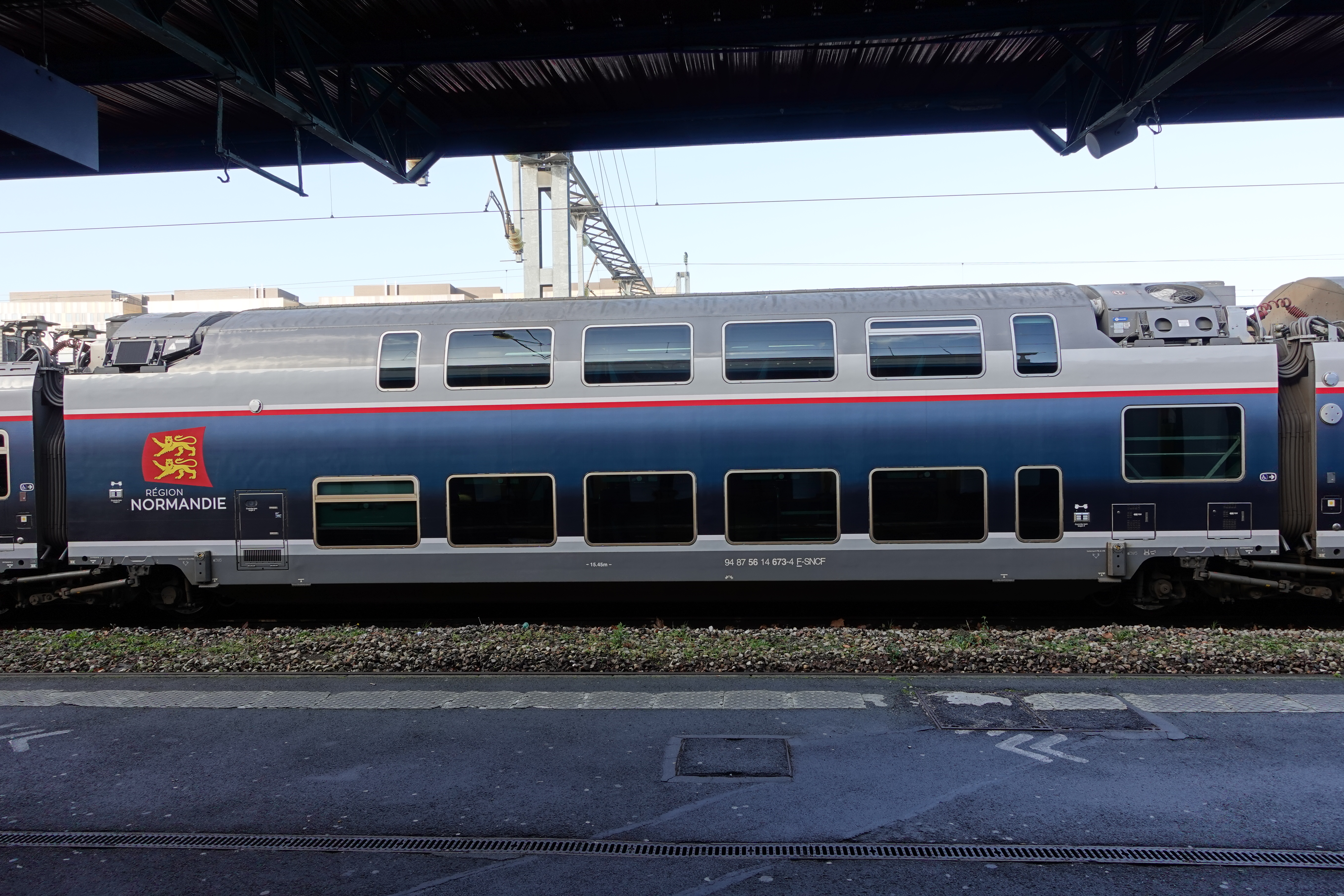
2階建て中間車体（Z56600形）

電気機器は永久磁石を用いた誘導電動機（MITRAC）、単段変速機の採用により、車体構造と合わせて更なるエネルギー削減を図っている。また、これらを含め「オムネオ（レギオ2N）」は全体の95 %がリサイクル可能な材料で作られている。運転支援システムにはボンバルディアが開発した「EBI Drive 50」が採用され、定時性や省エネの観点から最適な速度や牽引力を運転士に提示する機構を有する他、位置や線路情報、速度などの情報を送信するためリアルタイムのリモートデータ転送を使用する。

## 編成
ボンバルディア及びアルストムが展開する「オムネオ」には、以下の編成が存在する。また、最高速度200 km/hに対応した編成は「V200」もしくは「オムネオ・プレミアム（Omneo Premium）」と呼ばれている。
- 6車体連接車（Courte、C） - 編成長82,695 mm、乗降扉は6箇所に設置。編成の内訳は「1階建て + 2階建て + 1階建て + 2階建て + 1階建て + 2階建て」。
- 6車体連接車（Courte、Cm） - 編成長80.945 mmで、他の編成よりも2階建て中間車体の全長が短い（全長13,593 mm）。編成の内訳は「1階建て + 2階建て + 1階建て + 2階建て + 1階建て + 2階建て」。
- 7車体連接車（Moyenne、M）- 編成長94,975 mm、乗降扉は6箇所に設置。編成の内訳は「1階建て + 2階建て + 1階建て + 2階建て + 1階建て + 2階建て + 1階建て」。
- 8車体連接車（Longue、L）- 編成長109,910 mm、乗降扉は8箇所に設置。編成の内訳は「1階建て + 2階建て + 1階建て + 2階建て + 1階建て + 2階建て + 1階建て + 2階建て」。
- 10車体連接車（Extralongue、XL） - 編成長135,375 mm、乗降扉は10箇所に設置。編成の内訳は「1階建て + 2階建て + 1階建て + 2階建て + 1階建て + 2階建て + 1階建て + 2階建て + 1階建て + 2階建て」。

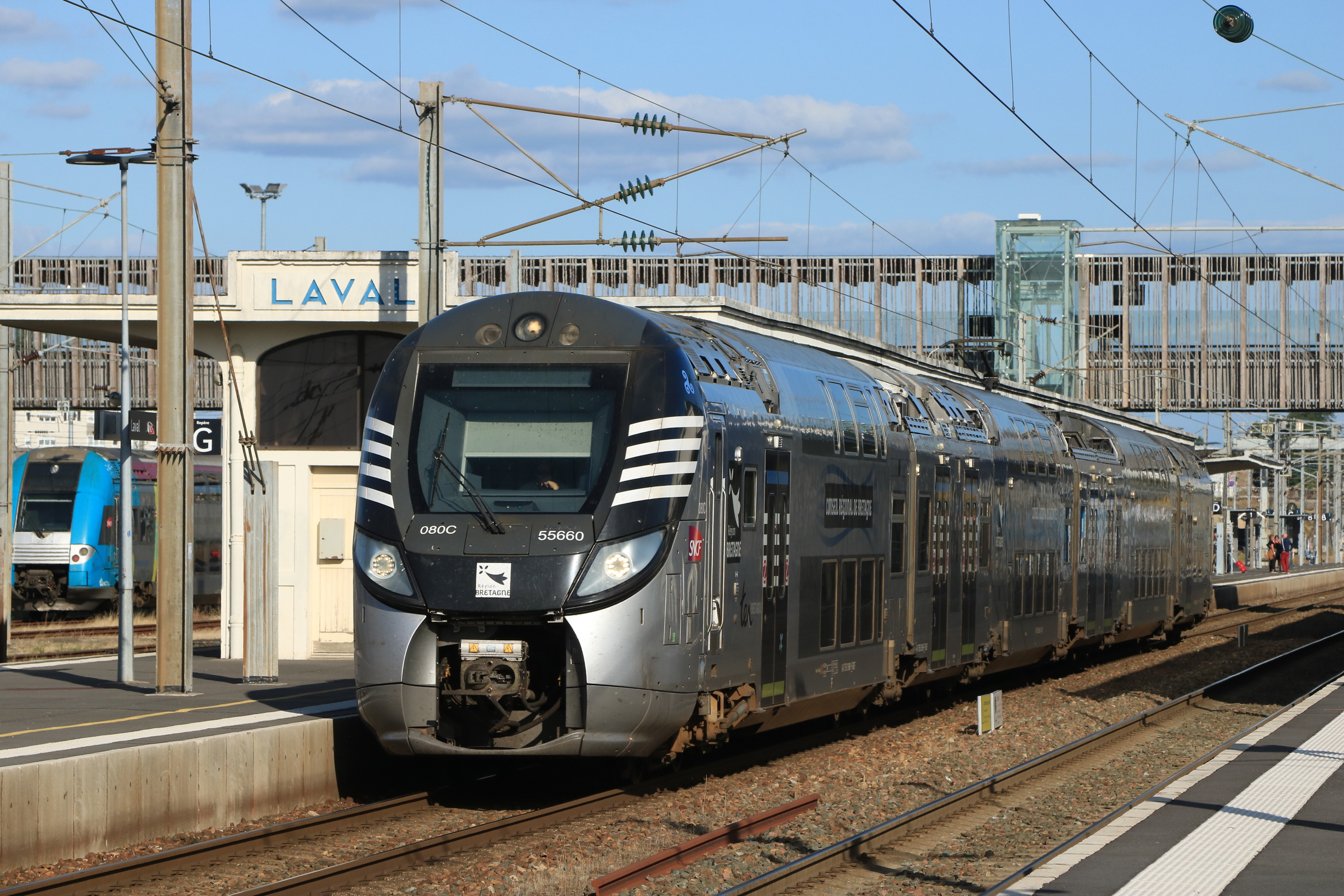
6車体連接車（Z55500形）（2019年撮影）
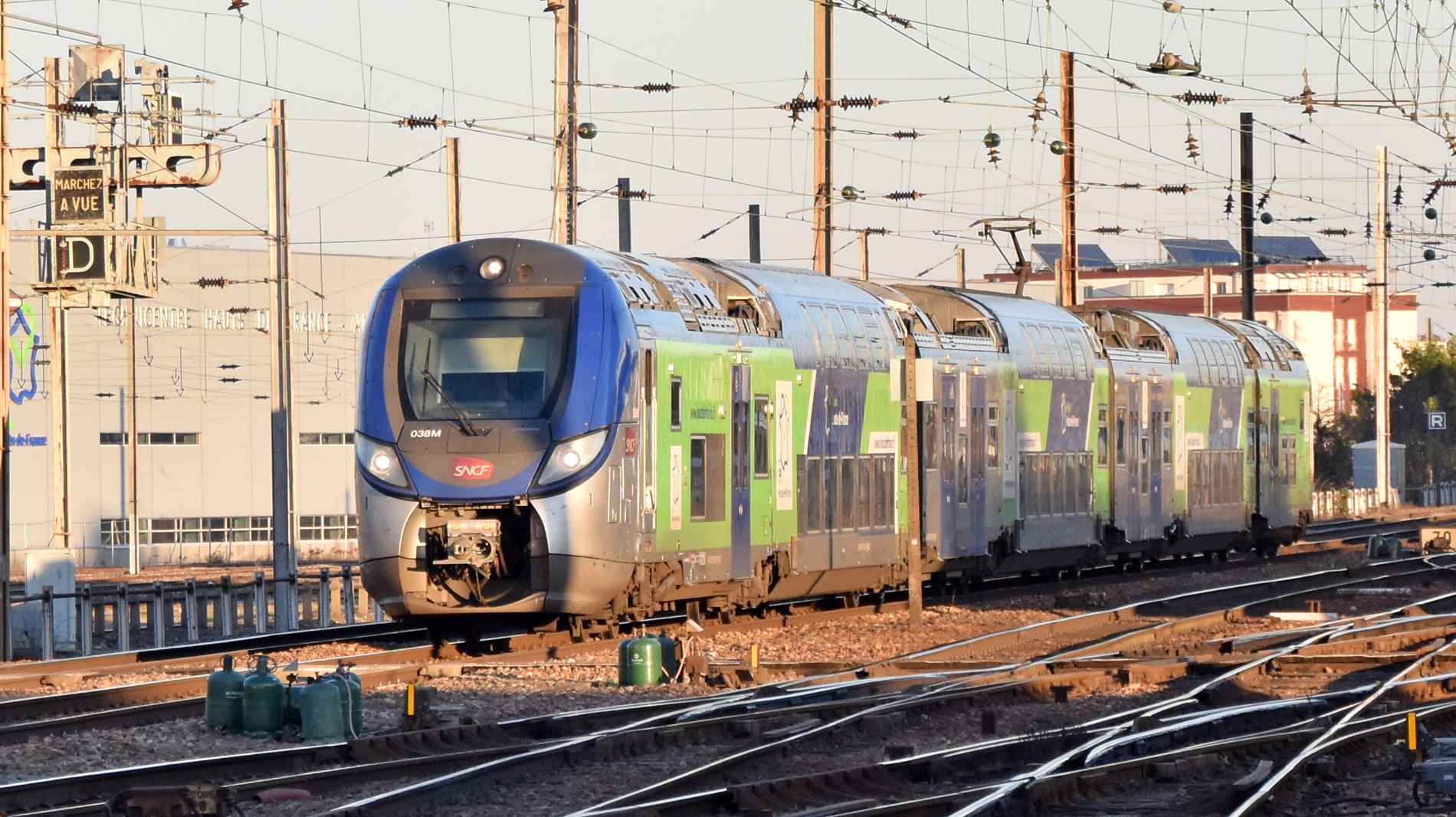
7車体連接車（Z55500形）（2019年撮影）
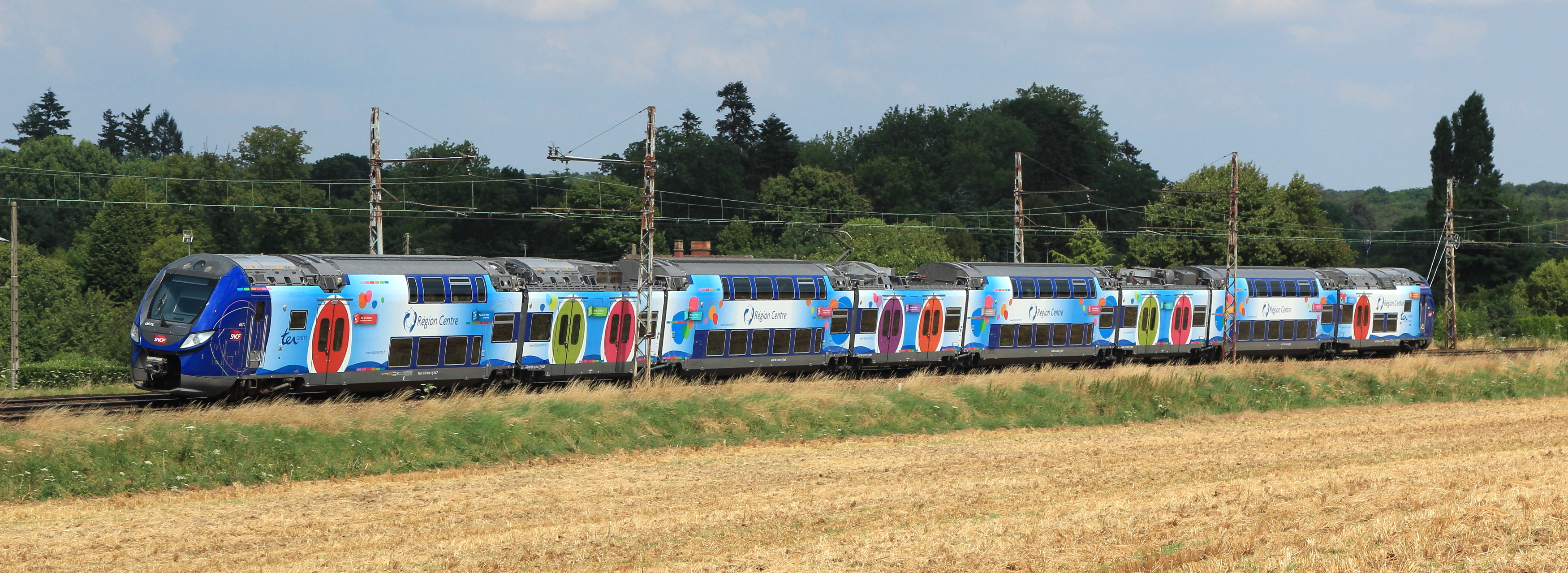
8車体連接車（Z55500形）（2016年撮影）
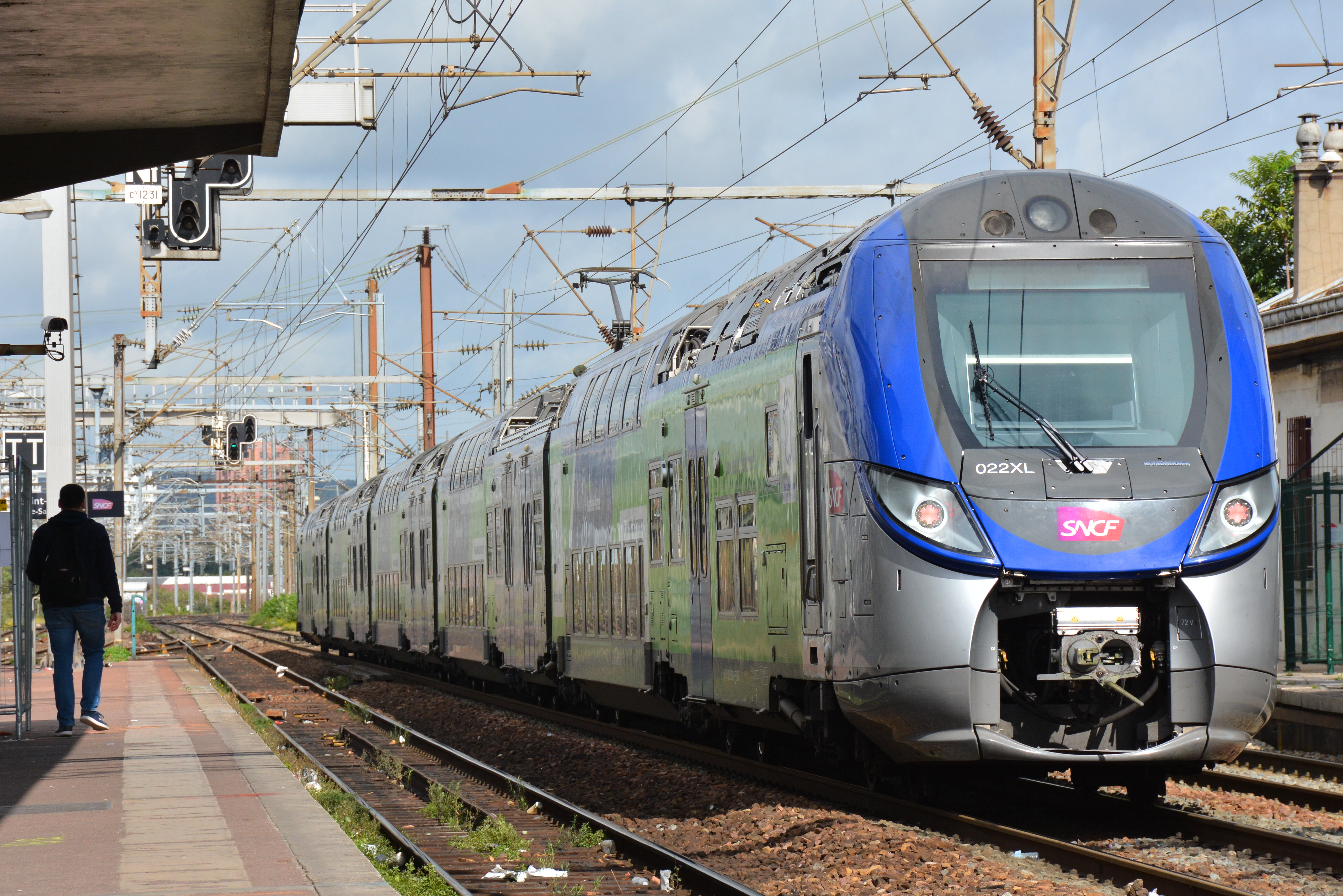
10車体連接車（Z55500形）（2019年撮影）

## 車種
2014年10月31日にブルターニュ地域圏で営業運転を開始し、フランスの各地域圏へ導入が続いている「オムネオ（レギオ2N）」は、導入地域や用途、事業者によって以下の形式が存在する。
- Z55500形 - 「オムネオ（レギオ2N）」の基本形式。TER向けに設計が行われた形式である[1][5]。
- Z56000形 - 欧州連合が導入を進める信号保安装置「欧州鉄道交通管理システム（ERTMS）」に対応した形式。最初の33編成はオー＝ド＝フランス地域圏に導入されており、2024年以降順次営業運転に投入されている[15][18]。
- Z56300形 - 太幅の架線規格「Midi」に対応したパンタグラフを有する形式で、直流電化（直流1,500 V）の区間のみ走行可能である。車両の編成番号には「Midi」への対応を示す「m」のアルファベットが記されている[16][19]。
- Z56500形 - 最高速度200km/hで走行可能な「V200」の1形式[20]。
- Z56600形 - 最高速度200 km/hで走行可能な都市間輸送向けの形式で、「オムネオ・プレミアム」に位置づけられる。ノルマンディー地域圏に導入された[21][22]。
- Z56700形 - 最高速度200 km/hに対応した都市間輸送向け車両「オムネオ・プレミアム」のうち、サントル＝ヴァル・ド・ロワール地域圏に導入された形式[21]。
- Z56800形 - ノルマンディー地域圏向けの形式。同じく「オムネオ・プレミアム」であるZ56600形と比べて座席数が多くなっている[22]。
- Z57000形 - イル＝ド＝フランス地域圏の通勤・近郊列車（トランシリアン、RER）向けの形式。2020年から営業運転を開始した[23]。
- Z59000形 - プロヴァンス＝アルプ＝コート・ダジュール地域圏で旅客列車を含めた公共交通事業を実施するトランスデブ（Transdev）がアルストムに発注した形式。最高速度200 km/hの性能を有し、2025年に導入が実施される[24]。

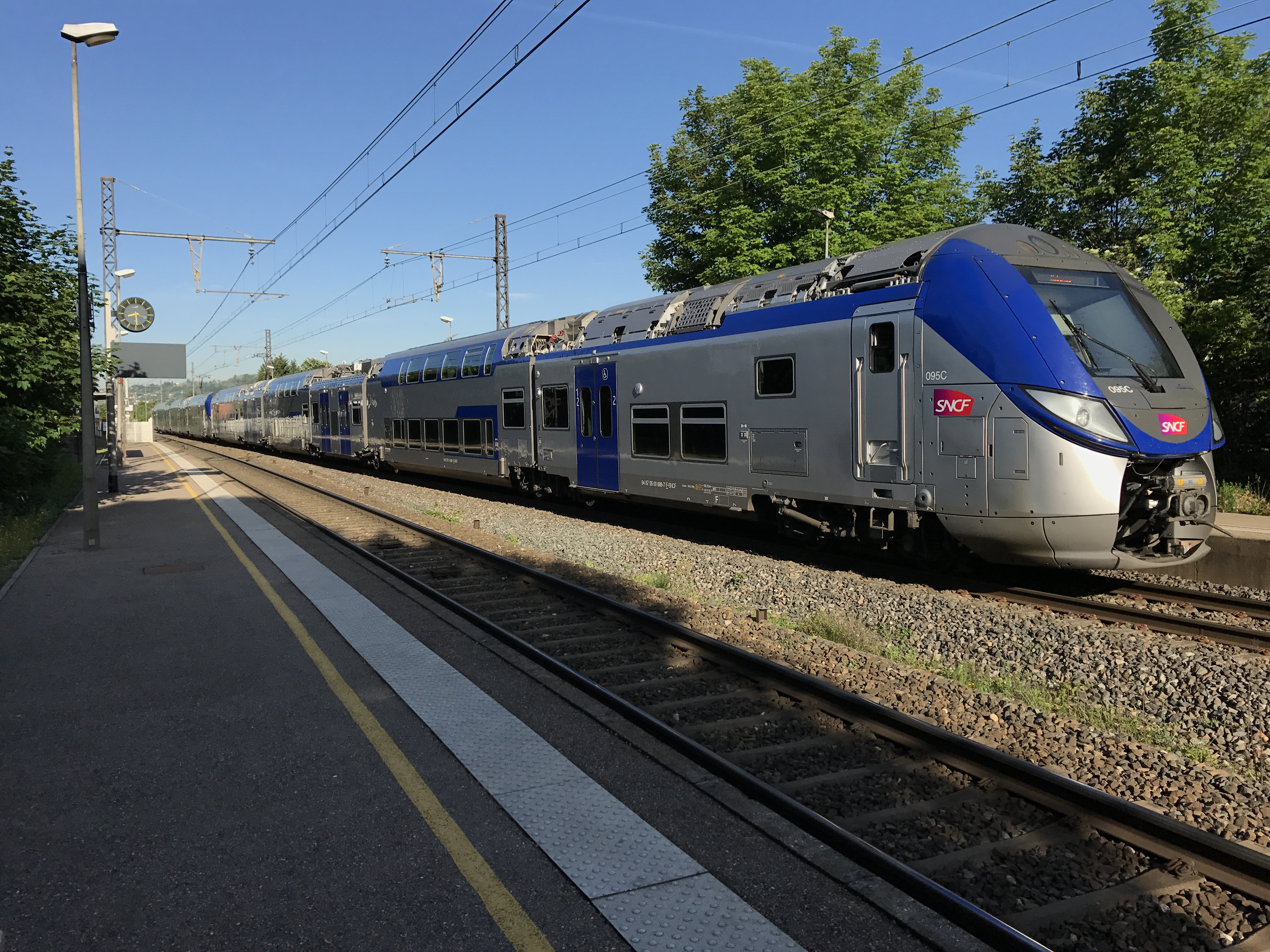
Z55000形 （オーヴェルニュ＝ローヌ＝アルプ地域圏） （2017年撮影）
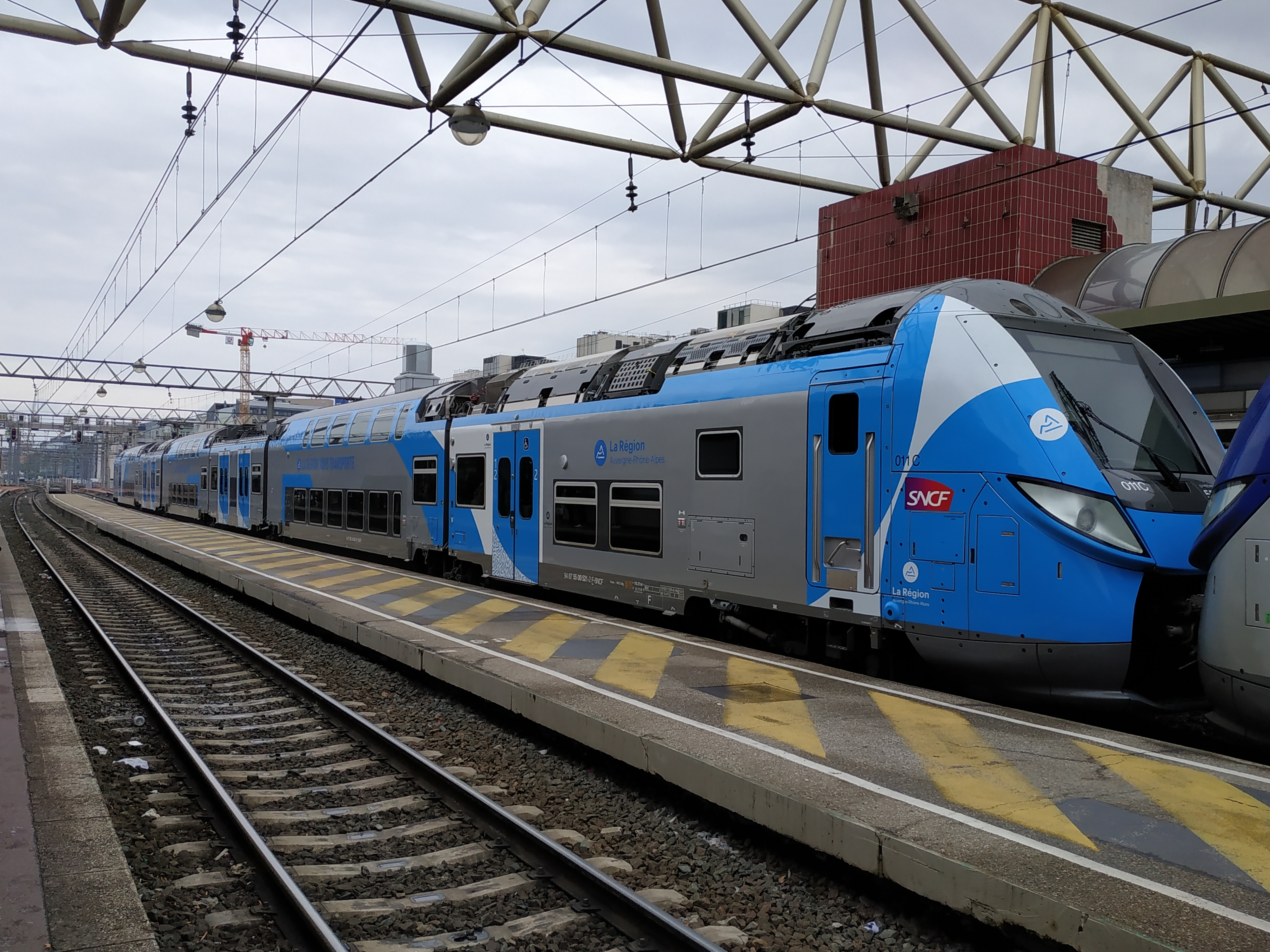
Z55000形 （オーヴェルニュ＝ローヌ＝アルプ地域圏） （2019年撮影）
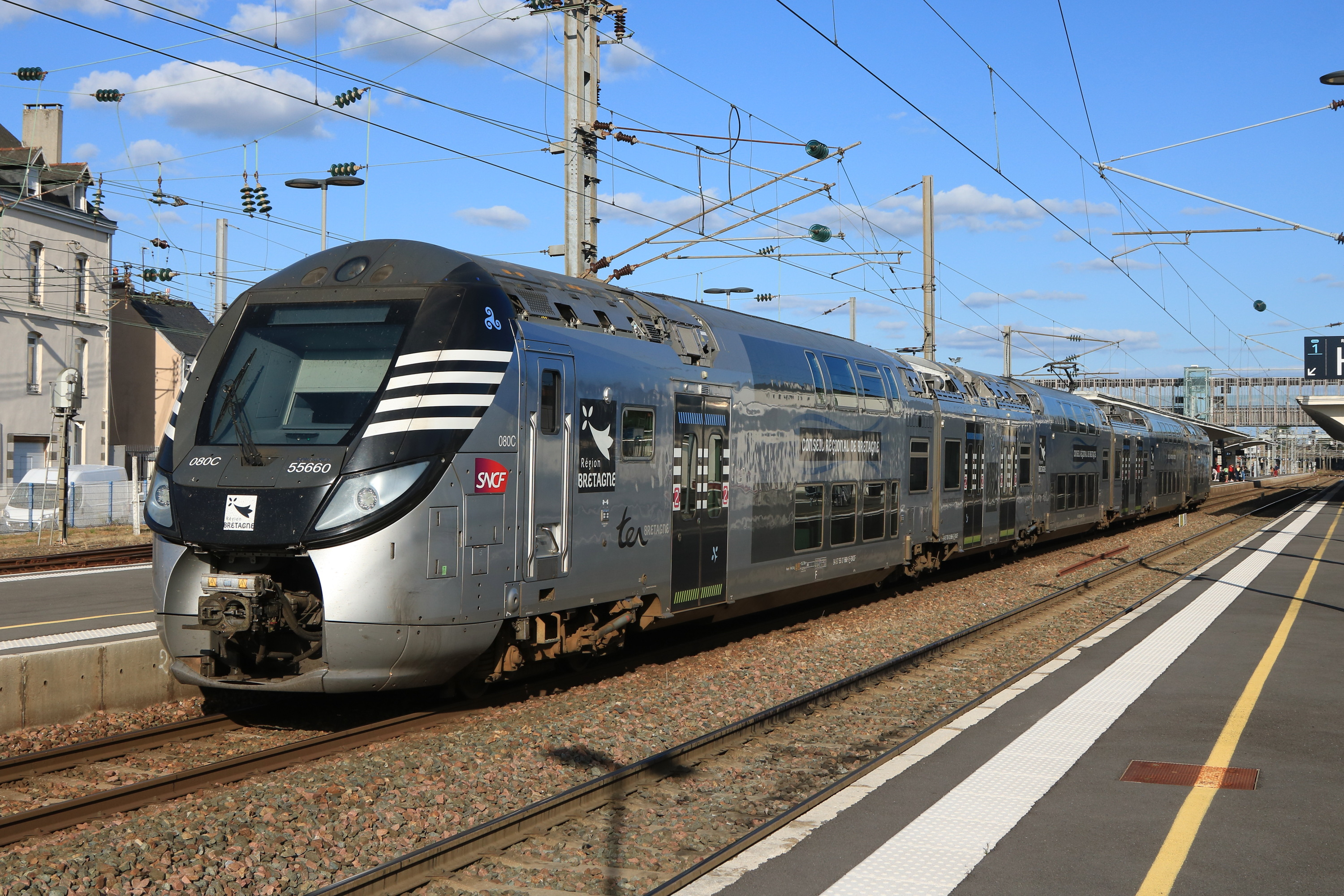
Z55000形 （ブルターニュ地域圏） （2019年撮影）
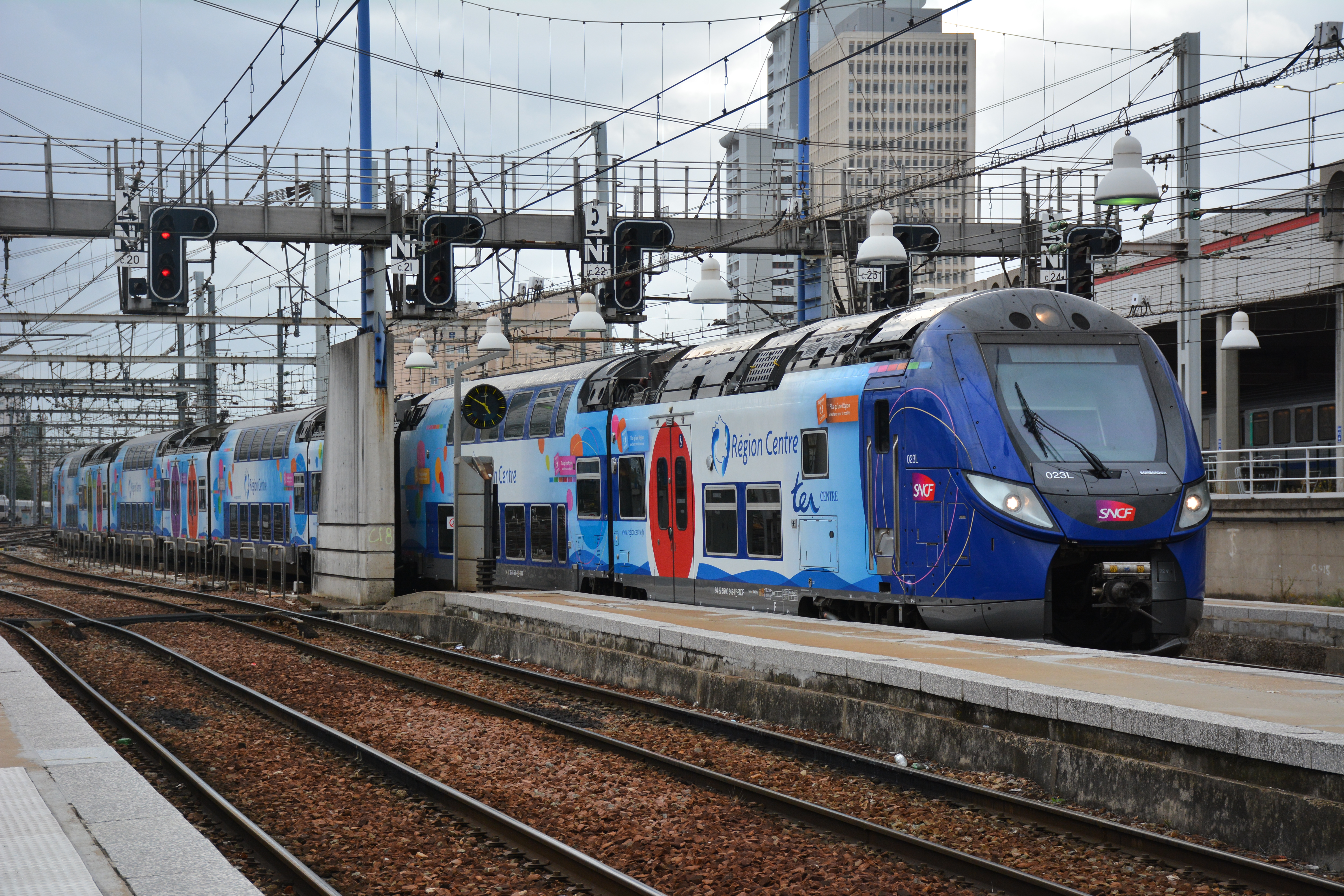
Z55000形 （サントル＝ヴァル・ド・ロワール地域圏） （2019年撮影）
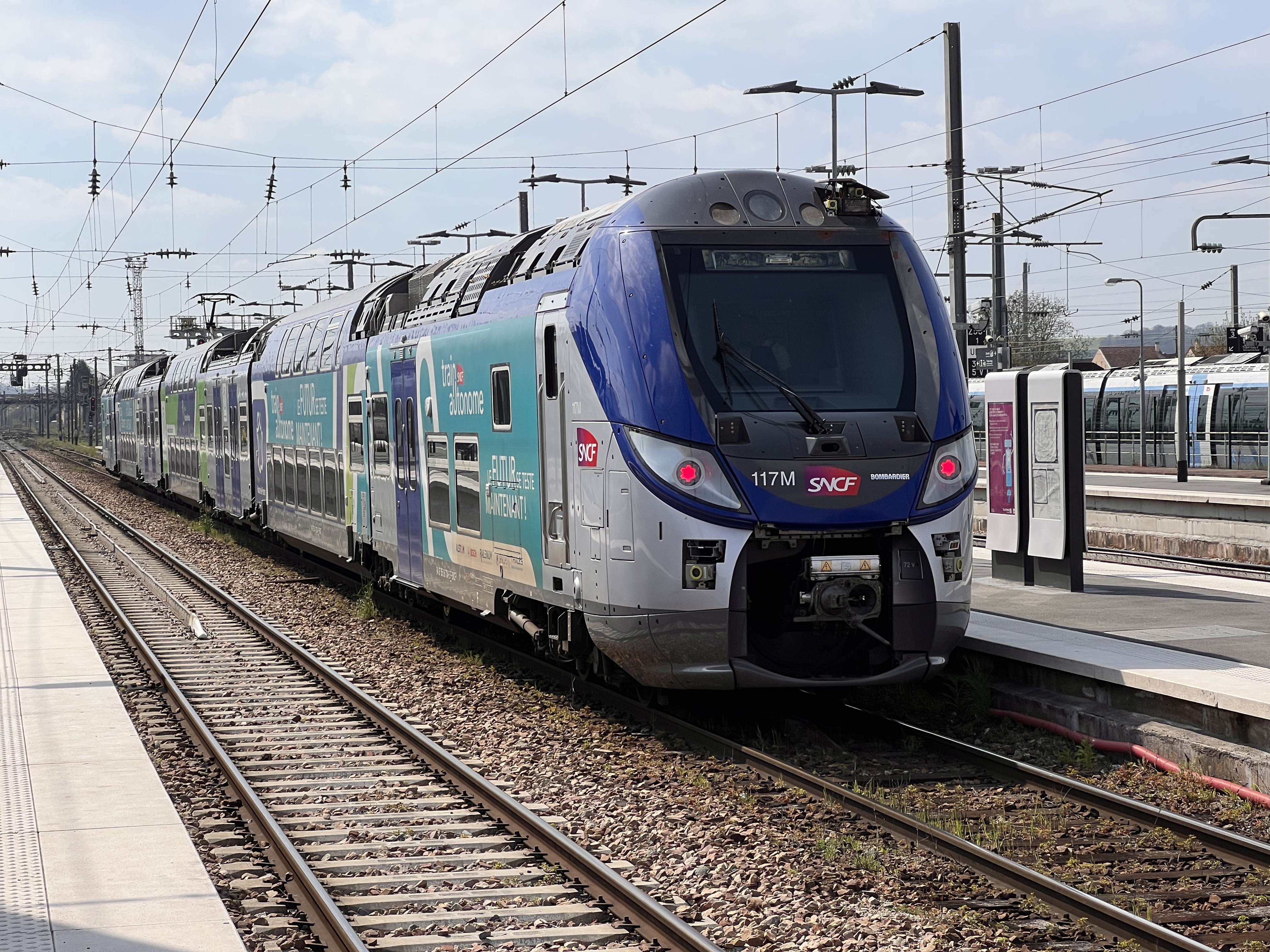
Z55000形 （オー＝ド＝フランス地域圏） （2022年撮影）
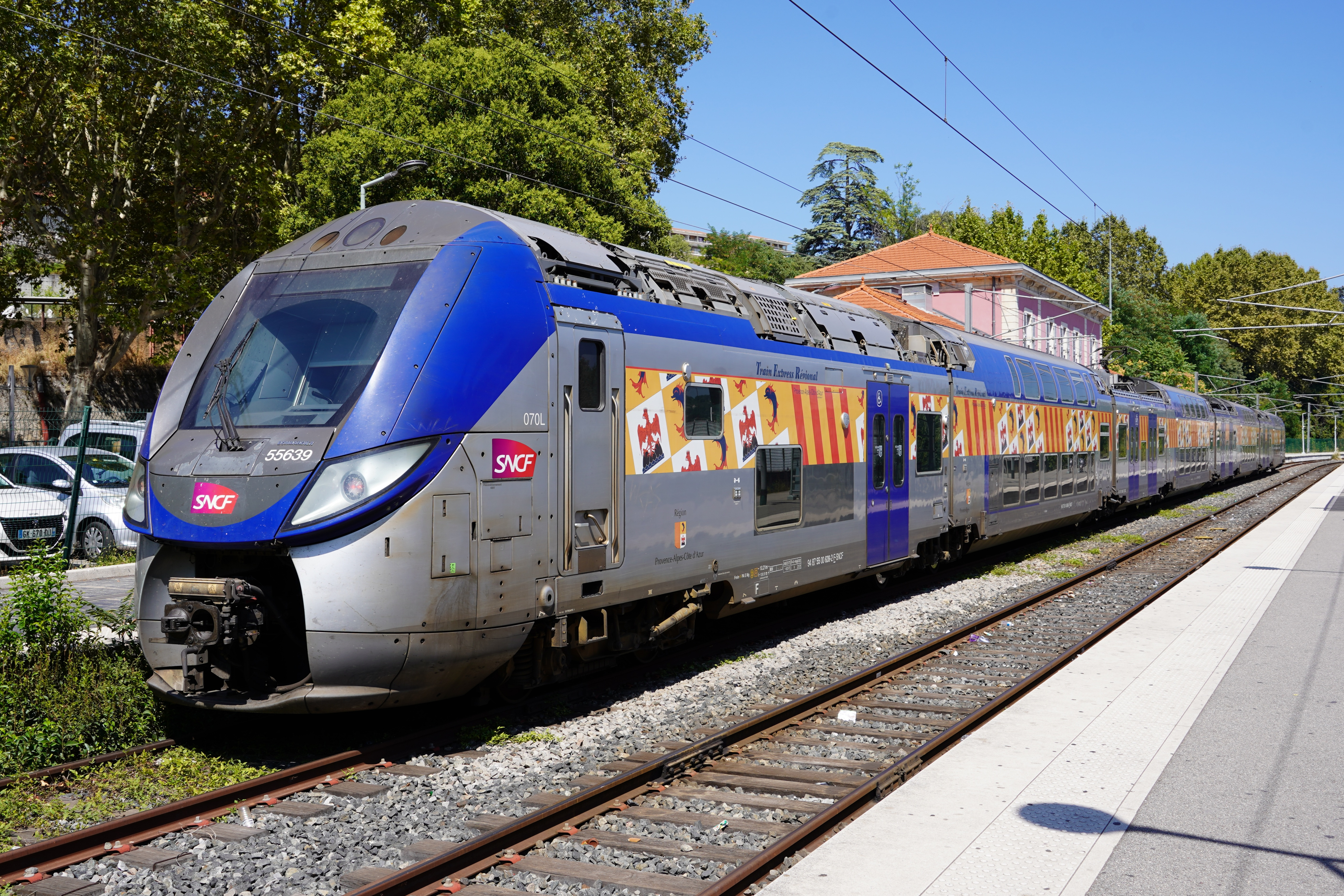
Z55000形 （プロヴァンス＝アルプ＝コート・ダジュール地域圏） （2024年撮影）
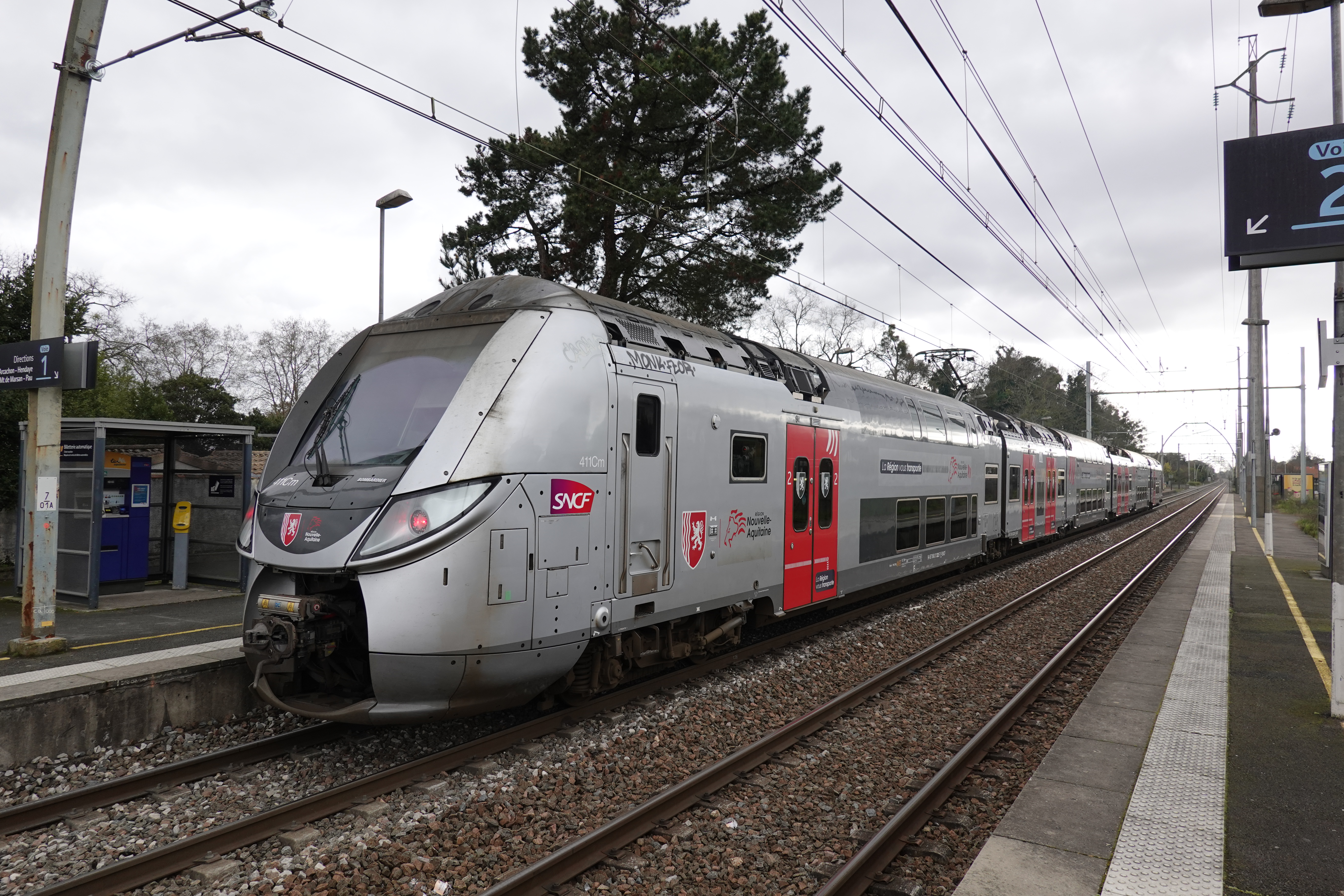
Z56300形 （ヌーヴェル＝アキテーヌ地域圏） （2022年撮影）
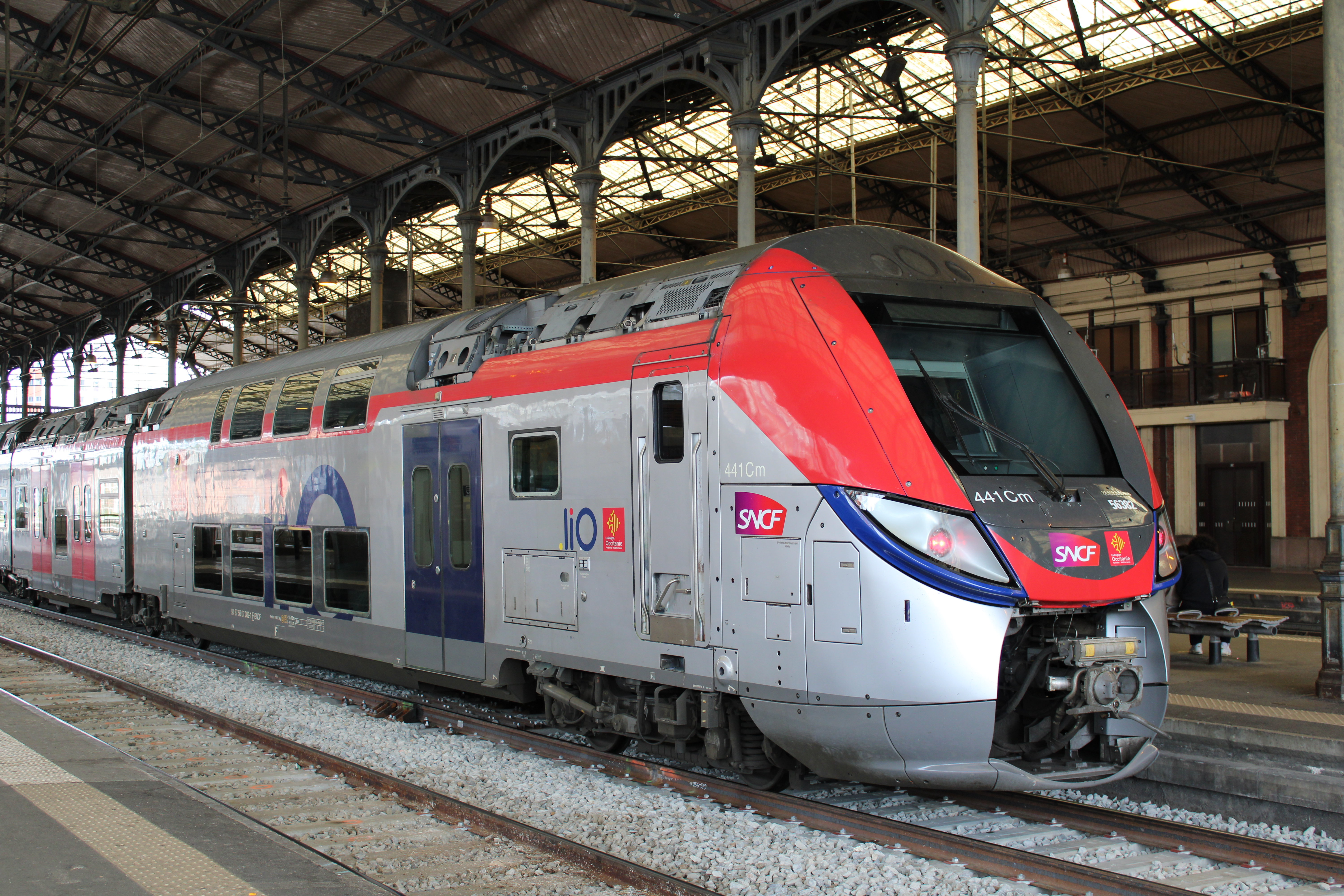
Z56300形 （オクシタニー地域圏） （2025年撮影）
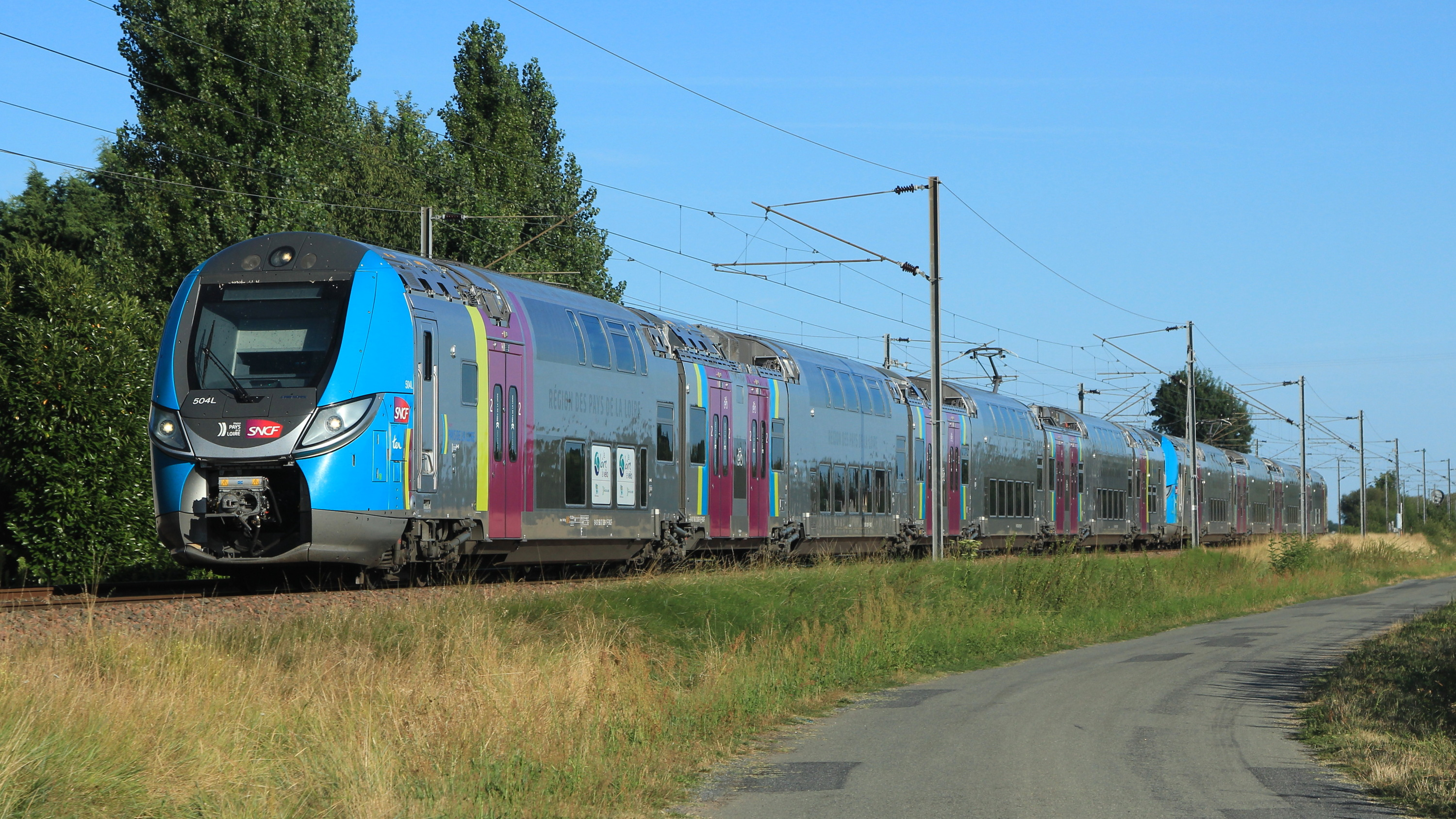
Z56500形 （ペイ・ド・ラ・ロワール地域圏） （2018年撮影）
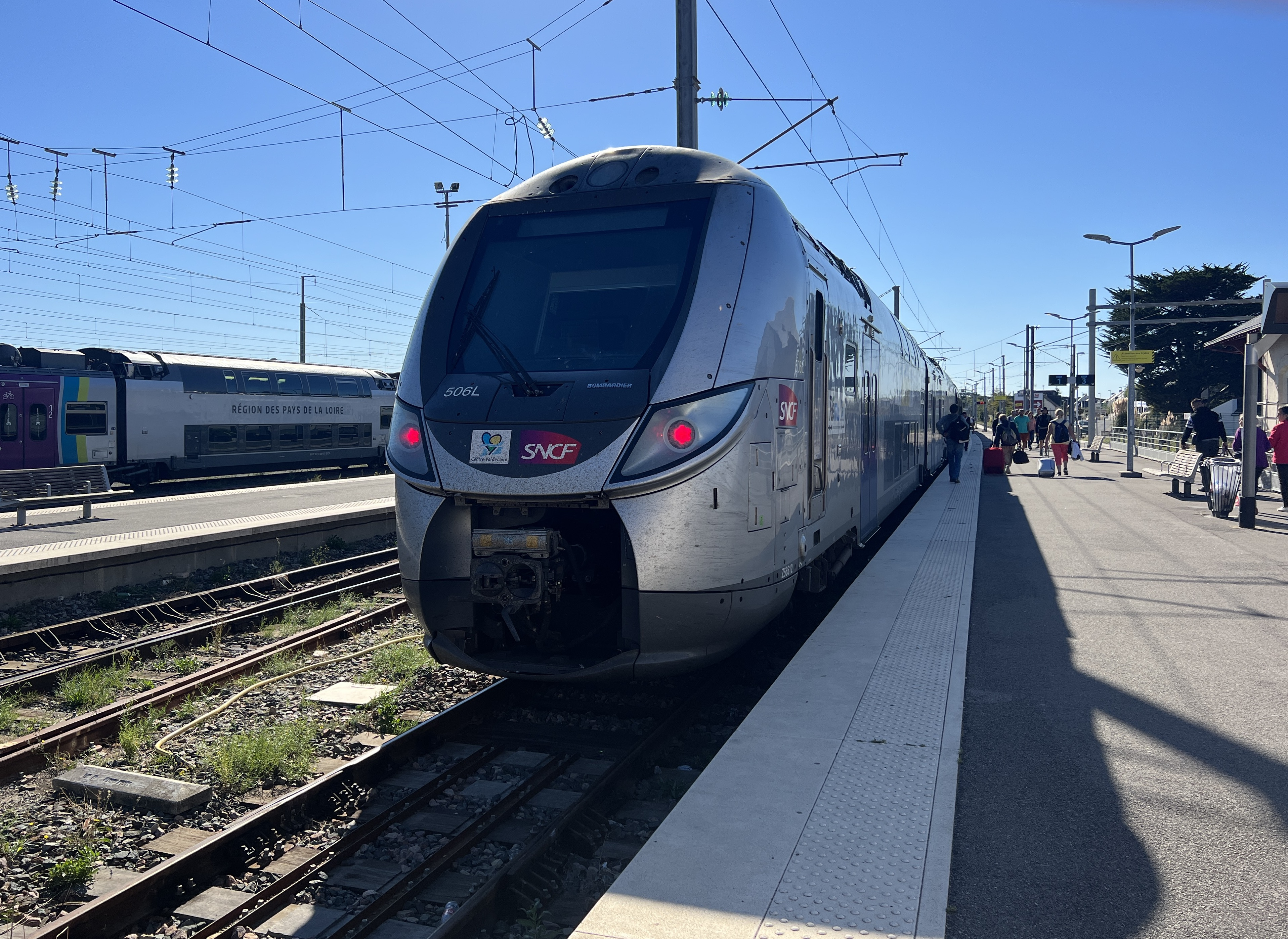
Z56500形 （サントル＝ヴァル・ド・ロワール地域圏） （2022年撮影）
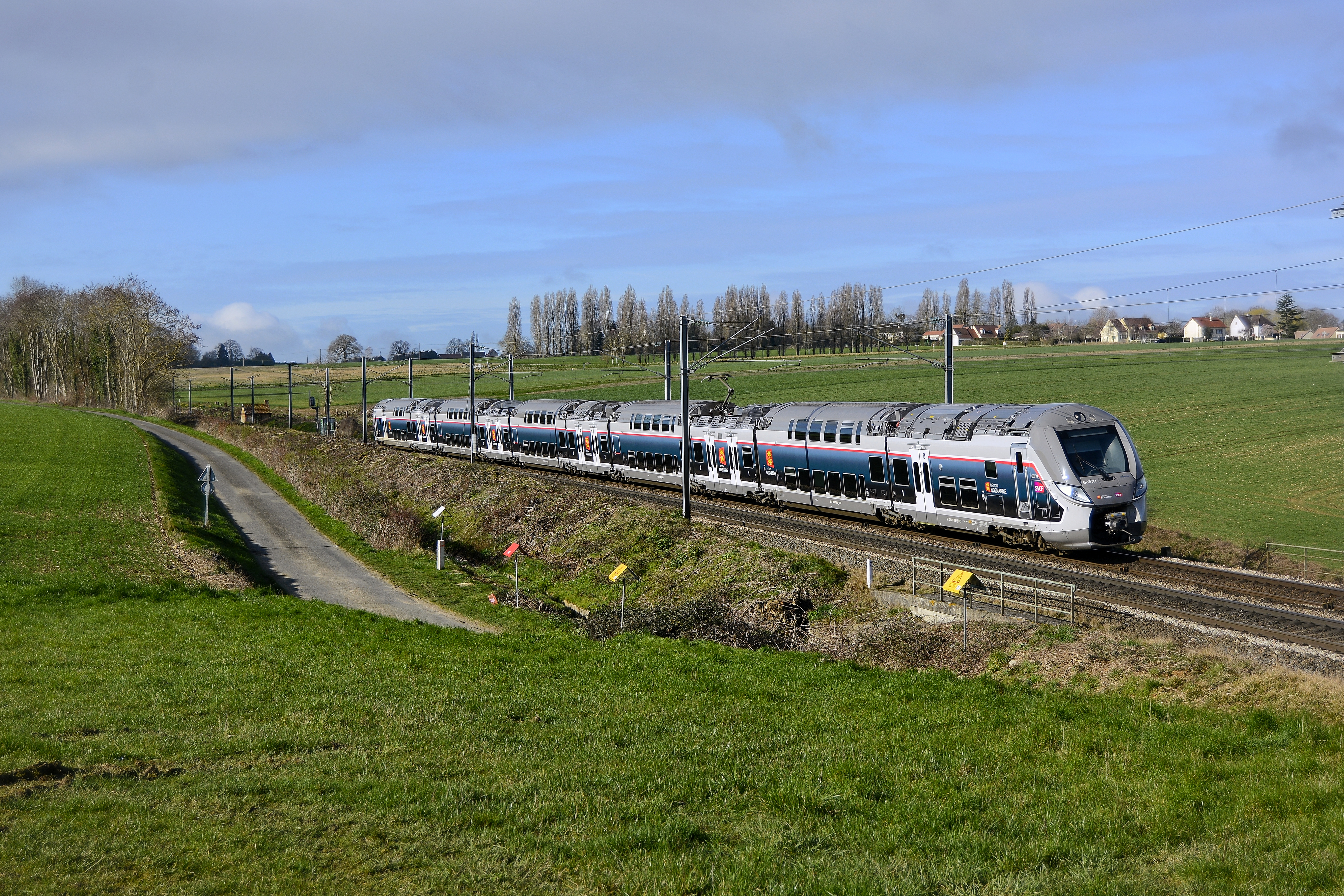
Z56600形 （2020年撮影）
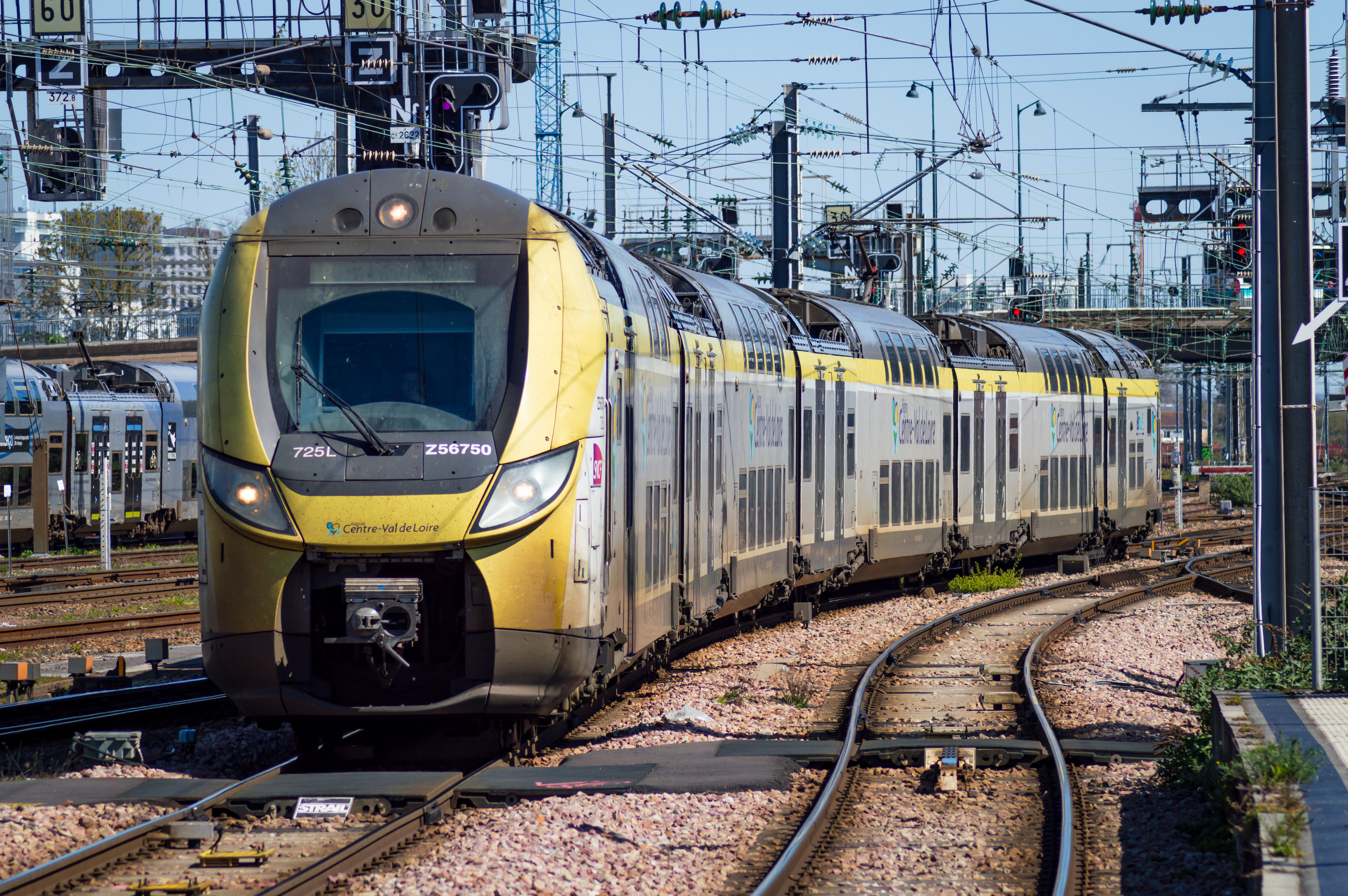
Z56700形 （2025年撮影）
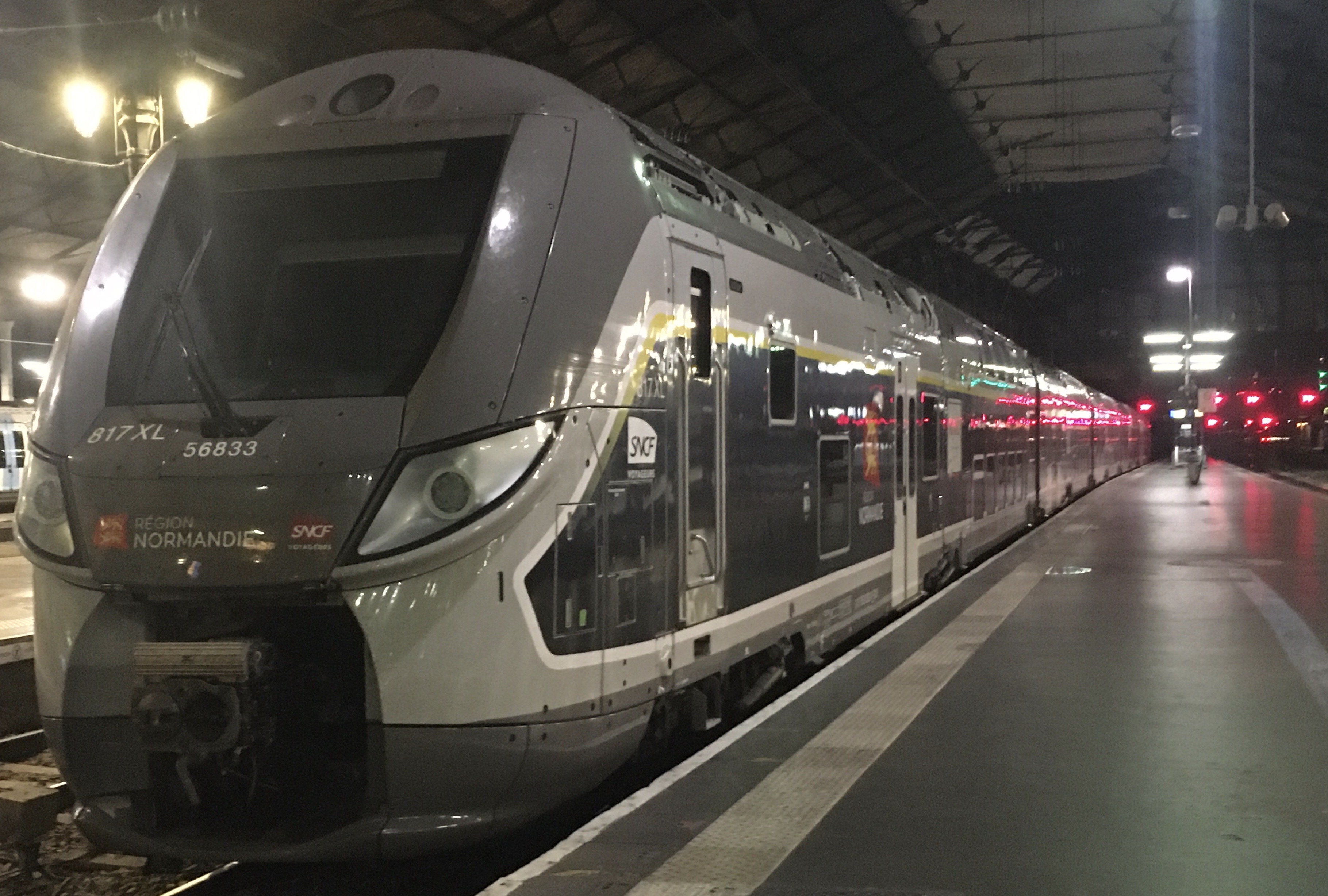
Z56800形 （2025年撮影）
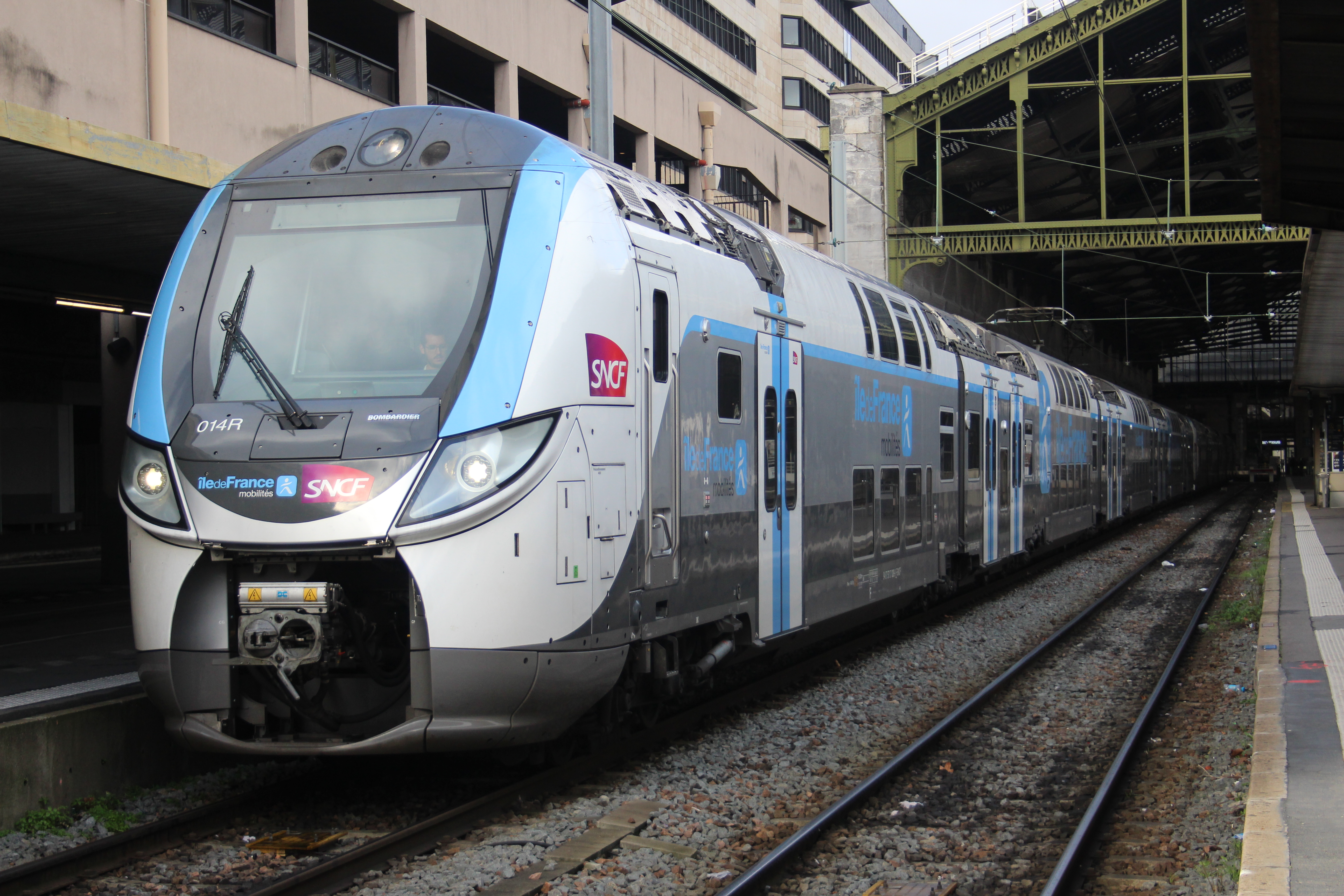
Z57000形 （2020年撮影）
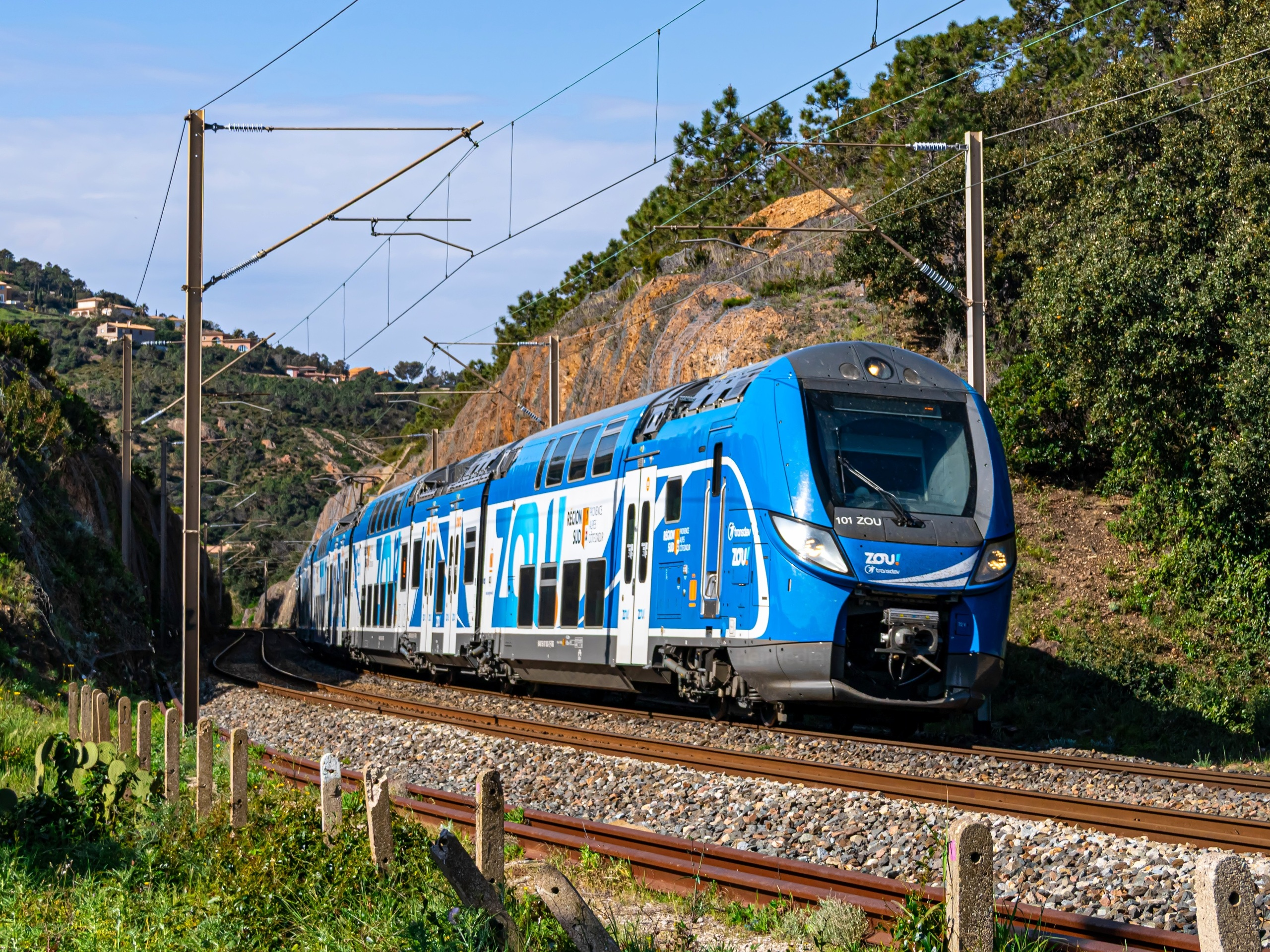
Z59000形 （2025年撮影）

## 導入編成数
| 形式     | 地域圏                                         | 発注編成数           | 発注編成数            | 発注編成数           | 発注編成数                 | 備考                               |
| 形式     | 地域圏                                         | 6車体連接車 (Courte) | 7車体連接車 (Moyenne) | 8車体連接車 (Longue) | 10車体連接車 (Extralongue) | 備考                               |
| -------- | ---------------------------------------------- | -------------------- | --------------------- | -------------------- | -------------------------- | ---------------------------------- |
| Z55500形 | オーヴェルニュ＝ローヌ＝アルプ地域圏           | 59編成               |                       |                      |                            | [ 5 ]                              |
| Z55500形 | ブルターニュ地域圏                             | 7編成                |                       | 19編成               |                            | [ 5 ]                              |
| Z55500形 | サントル＝ヴァル・ド・ロワール地域圏           |                      |                       | 14編成               |                            | [ 5 ]                              |
| Z55500形 | オー＝ド＝フランス地域圏                       |                      | 18編成                |                      | 26編成                     | [ 5 ]                              |
| Z55500形 | プロヴァンス＝アルプ＝コート・ダジュール地域圏 |                      |                       | 16編成               |                            | [ 5 ]                              |
| Z56000形 | オー＝ド＝フランス地域圏                       | 33編成               |                       |                      |                            | ERTMSに対応                        |
| Z56300形 | ヌーヴェル＝アキテーヌ地域圏                   | 30編成               |                       |                      |                            | 「Midi」架線に対応                 |
| Z56300形 | オクシタニー地域圏                             | 18編成               |                       |                      |                            | 「Midi」架線に対応                 |
| Z56500形 | ペイ・ド・ラ・ロワール地域圏                   |                      |                       | 11編成               |                            | 最高速度200km/h                    |
| Z56500形 | サントル＝ヴァル・ド・ロワール地域圏           |                      |                       | 2編成                |                            | 最高速度200km/h                    |
| Z56600形 | ノルマンディー地域圏                           |                      |                       |                      | 40編成                     | 最高速度200km/h                    |
| Z56700形 | サントル＝ヴァル・ド・ロワール地域圏           |                      |                       | 32編成               |                            | 最高速度200km/h                    |
| Z56800形 | ノルマンディー地域圏                           |                      |                       |                      | 27編成                     | 最高速度200km/h                    |
| Z57000形 | イル＝ド＝フランス地域圏                       |                      |                       | 152編成              |                            | [ 28 ] [ 29 ]                      |
| Z59000形 | プロヴァンス＝アルプ＝コート・ダジュール地域圏 |                      |                       | 16編成               |                            | 最高速度200km/h トランスデブが所有 |

## 参考資料
- Bombardier Transportation (2010). OMNEO The ultimate breakthrough for high capacity comfort (PDF) (Report). 2015年9月6日時点のオリジナル (PDF)よりアーカイブ. 2025年7月18日閲覧.{{cite report}}:  CS1メンテナンス: dateとyear (カテゴリ)
- Bombardier Transportation (2013). Regio 2N Regional double-deck EMU (PDF) (Report). 2014年2月2日時点のオリジナル (PDF)よりアーカイブ. 2025年7月18日閲覧.{{cite report}}:  CS1メンテナンス: dateとyear (カテゴリ)
- Thomas Estler (2024). Loks der französischen Staatsbahn SNCF: seit 1938. Transpress Verlag. ISBN 978-3-613-31353-8